# 葵青區

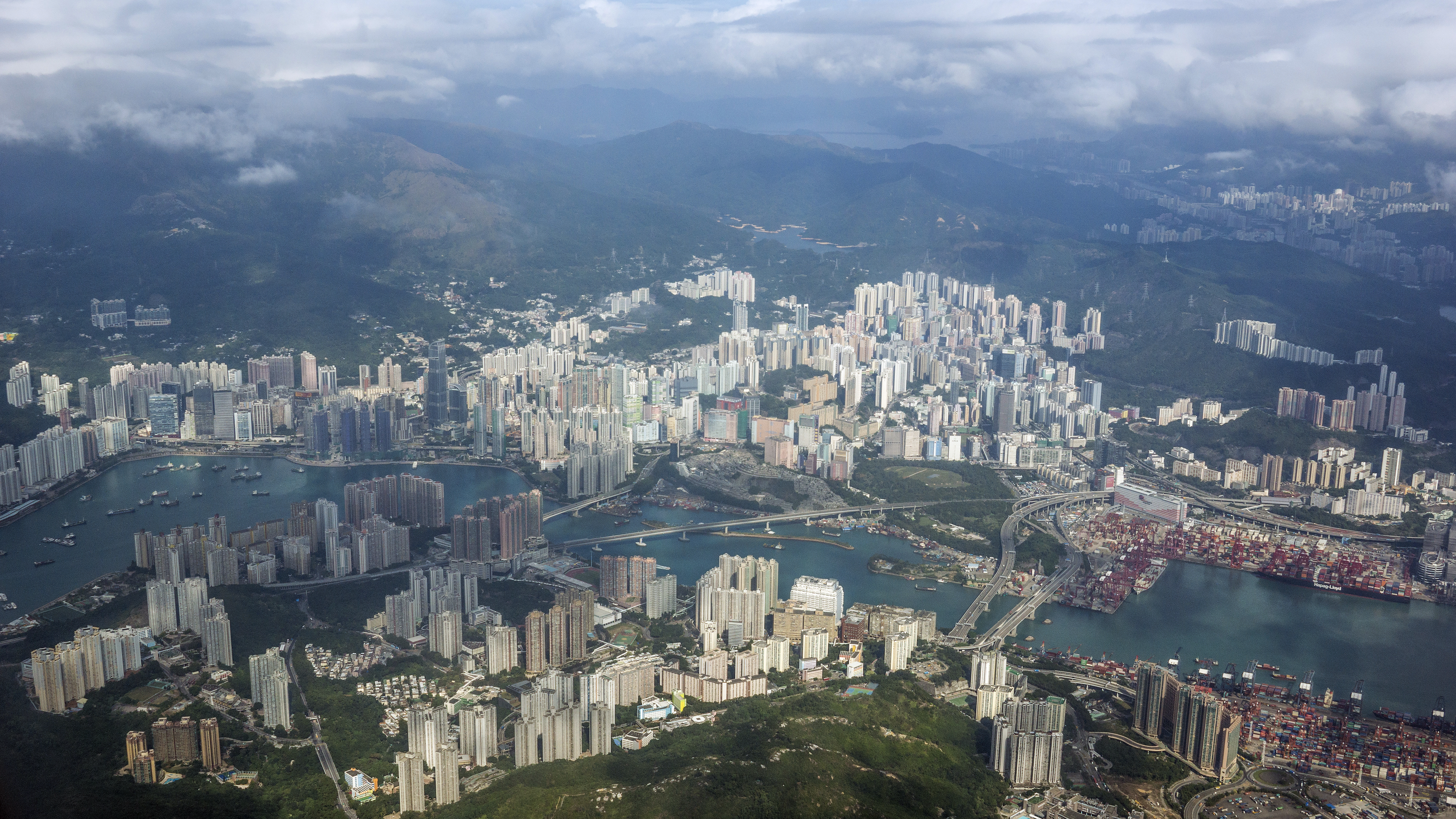
空拍葵青區全貌（2017年11月）

葵青區（英語：Kwai Tsing District）是香港十八區之一，位於新界南部，涵蓋葵涌和青衣島範圍。該區在都會區、差餉、公共房屋編配（擴展市區）、醫院聯網（九龍西聯網）、市區重建、的士經營範圍（但新界的士可行駛青衣站）的定義下，均屬於香港市區的範圍內。
葵青區面積約21.82平方公里，是新界面積最小及人口密度最高的一區。原本屬於荃灣區一部份，於1985年4月1日中分拆出來並獨立成一個區；其區議會最初設立時稱為「葵涌及青衣區議會」，1988年4月1日，「葵涌及青衣區議會」改稱「葵青區議會」。據2021年的統計，葵青區的人口有495,798人。
葵青區是香港的工商業重鎮，香港經濟命脈之一的葵青貨櫃碼頭即位於此區。眾多工業、商貿大廈座落葵涌；而青衣西南則有大量重工業設施。葵青區也是香港重要的交通樞紐，是新界西北及大嶼山進入市區的首站；區內的葵涌道、青葵公路及青嶼幹線等道路皆爲重要的主幹道。其中青嶼幹線自1997年通車起，就成爲香港國際機場和大嶼山進出市區的最主要路線。

## 地理
葵青區北面以和宜合道、城門道、昌榮路、青山公路及德士古道北為界，南面以呈祥道及荔景山路為界，西面以德士古道為界，面積1,991公頃，區內逾75%的居民居於公共屋邨。
接近九龍西北的葵涌九華徑，由於山勢險要，曾多次於暴雨時發生山泥傾瀉。該區由於鄰近河谷，蚊蟲滋生特別活躍，因此登革熱和全港最高的誘蚊產卵指數曾在該區出現。
深水埗區、沙田區和葵青區的交滙點位於蝴蝶谷，即是在已落成的八號幹線上。
葵青區的填海地頗多，而葵芳、葵青貨櫃碼頭及醉酒灣工業區也建於填海地上，荔景、葵盛、石籬、石蔭和青衣大部分則屬於山地，中葵涌和舊荔園與九龍接壤的地方屬於河谷的沖積平原。葵青區過去由多個小島（包括芒洲）、德士古半島和青衣組成。葵涌填海後，多個小島和德士古半島已不能再被辨認，現在葵青區只有一個大島──青衣島（包括已被接連的牙鷹洲）。
葵涌以南填海後，原本屬深水埗區的海域，部分變成葵青區的土地，並把昂船洲分開為屬葵青區的昂船洲北部和屬於深水埗區的昂船洲南部。葵青區海域雖然位於新界，其大部分海域仍被香港政府定義為維多利亞港範圍，都會區，而葵青區的青衣島以南海域更與中西區海域相連。
另外很多時被視為荃灣區的大窩口邨、醉酒灣、荃灣帝盛酒店及荃灣華人墳場實為葵青區範圍（港鐵大窩口站在青山公路以北，及前大窩口工廠大廈（已拆卸並重建為尚翠苑）在德士古道以西，則屬於荃灣區）。而很多時被視為葵青區的梨木樹邨、油麻磡村和國瑞路一帶反而屬於荃灣區。
此外若以地理位置作考慮，葵青區更是香港陸地版圖的正中心所在（更準確的地點則為葵芳葵涌運動場一帶），參見香港地理。

## 區域分界爭議
葵青區南面以呈祥道為界，一些被人視為九龍的地區，如華荔邨、荔欣苑、華豐園及荔灣花園等位於荔園原址的住宅以及九華徑及鐘山臺一帶，都是全屬於新界葵青區（S14）。反而位於上述地區以西的清麗苑是屬於九龍深水埗區。
造成這分界上的困難的原因是荔枝角以北一帶山脈不是九龍向西伸延的山脈（獅子山和大老山），而是新界大帽山向南伸延的山脈（金山和坳背山）
2001年深水埗區議會曾提出改為完全以荔景山路為兩區分界線，建議把荔景山路以南的華荔邨、盈暉臺（第二和第三座）納入九龍範圍，後來涉及九华径村屋原居民的地权利益而不了了之。此外盈暉臺第一座原址是荔園門前的巴士總站，因此仍屬於九龍區一部分。事實上，該區居民由盈暉薈西面向東面走，已不知不覺進入葵青區。2007年初起有關決定只將整個盈暉臺均正式納入九龍深水埗區（以屬於華荔邨、介乎盈輝臺與華荔邨的緊急車輛通道作區界，以及九龍與新界間的界線）。
造成概念爭議可歸下列情況：港英政府对那一带原居民采取放任政策，没有取消他们的地权，一直维持九华径村民跟其他新界原居民一样权利，在蝴蝶谷以西以公路為兩區的分界線。荔枝角填海前，荔枝角灣海岸以北數十米已經是深水埗區和當時的荃灣區分界線，而該區在當時是荔園門口的河谷和三角洲，因此要在這地區絕對地分辨九龍和新界實在有困難。
由於香港日治時期葵青區曾被劃為九龍地域，而且現在規劃署把葵青區劃作都會區（市區），再者由九龍去葵涌有葵涌道這條重要的主幹道路，不須像去西貢、將軍澳和沙田一定要上山路或過隧道，而通勤區內又以市區的士為主。還有一點，荔景山區（由麗瑤邨至九華徑），過往未取消電話地區字頭時是屬於九龍區的“3”字區域，故此居民早已根深蒂固認為自己居住在九龍市區.
1980年代荔枝角灣填海發展成荔枝角公園，荔枝角政府合署，荔枝角游泳池，荔枝角运动场及現今的樂園，荔灣花園，華荔邨等公用设施和住宅，縮短九華徑，清麗苑和美孚新邨的距離，三邊居民來往更容易.而位於葵涌中心地帶的葵芳，荔景跟呈祥道以北的住宅一帶相距又較遠，同時把清麗苑範圍劃入深水埗區造成呈祥道作为分界线的作用形同虚设，進一步模糊葵青區和深水埗區的分界。
1980-90年代葵涌貨櫃碼頭往南填海擴展，至現今昂船洲青沙公路一帶，故昂船州青沙公路以北一帶劃入葵青區，而其中荔寶路又跟荔枝角一帶相近，分界更趨向模糊。
2006年長實集團位於新界葵涌和宜合道的樓盤雍雅軒，由於在電視廣告宣傳其處於九龍地域，因而被廣播事務管理局發出勸喻，指廣告誤導及不正確。而位於荔景山路並毗鄰祖堯邨的污水處理廠反而以《荔枝角污水處理廠》命名，甚至邻近荔景消防局的食水抽水站以《荔枝角食水抽水站》命名，但荔枝角在官方確定屬於九龍。於2008年落成、同樣位於葵涌大連排道的新鴻基地產商廈項目，卻被命名為九龍貿易中心，甚至以「九龍西商業新據點」自居。雖然如此，但一些相關機構為方便管理仍將有關區域分歧，如醫院管理局轄下的荃灣區及葵青區醫院及診所聯網便納入九龍西聯網範圍。
大窩口原本屬於葵青區內，因為大窩口站位於國瑞路公園的地底，大窩口站行政上屬於荃灣區，所以居住在荃灣區的市民視為大窩口屬於荃灣區。

## 歷史

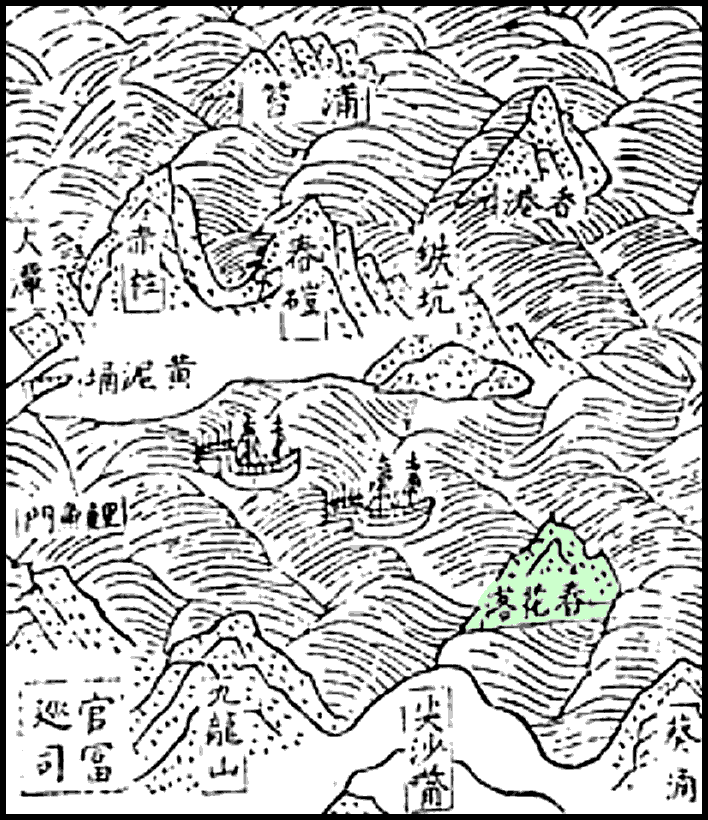

葵涌一名最早見於明朝郭棐編撰的《粵大記·廣東沿海圖》內，同圖在「葵涌」旁有一個島嶼名「春花落」，現時青衣島東南方有一個小山峰亦稱春花落，相信「春花落」是「青衣」的古名。歷史學家如蕭國健等推斷最晚在明朝，葵青區已經有居民。可是，清初的遷海令把這批早期葵青區的居民遷走，所以現時無法得知明代葵青區村民的生活詳情，例如他們是廣府人族羣，還是客家人族群，也無法得知他們的風俗習慣等等。
明朝永曆23年（1669年）撤銷遷海令，大量客家人在這時期移居中國大陸東南沿海地區（包括新安縣）。
葵青區傳統上是操客家話的地區，因本區的原居民村落以客家人為主，明朝永曆年間王崇熙所編的《新安縣志·都里》中的「官富司管轄村莊」記載有「葵涌子」、「淺灣」（荃灣）、「青衣」及「長沙灣」等。

### 歷史年表
- 秦朝至東晉初年，今天的荃灣地區轄於南海郡番禺縣。
- 東晉咸和六年（331年），設寶安縣，轄地包括今天的荃灣和葵青地區。
- 明朝萬曆元年（1573年），新安縣設立，轄地包括今天的荃灣和葵青地區。
- 明朝永曆23年（1669年），遷界撤銷，大批操客家話的客家人遷入新安縣縣境，其包括今天的葵青區。客家人在今天的葵青區內建立了如下葵涌村、涌美村、大王下村等客家村落。
- 1898年，清政府和英國簽訂展拓香港界址專條，將深圳河以南一帶納入英國殖民地，今天的葵青區便脫離新安縣轄地，成為香港的範圍。英國租借「新界」後，把新界分成「八約」管治。當時葵青區仍屬荃灣區領土，一同被劃入「九龍約」。
- 19世紀末，荃灣分為四個「約」：海壩、葵涌、青衣及石圍角，四約首領組成「荃灣安全局」，維持荃灣地區的治安。當中「葵涌約」及「青衣約」位於今日的葵青區。
- 1906年，政府開始成立「理民府」制度來管治新界，把新界分成南北兩約，荃灣以北之地歸「北約」，荃灣（包括今天的葵青區）則屬「南約」，所在地設在香港島。
- 1941年12月，日本領佔香港，荃灣（包括今天的葵青區）被歸入九龍，自成一區稱為「荃灣區」。
- 1948年，立法局通過「新界行政法例」，荃灣（包括今天的葵青區）再次歸入「南約」管轄。
- 1961年，葵青區（當時仍屬荃灣區）首個公共屋邨大窩口邨落成。
- 1964年，葵青區（當時仍屬荃灣區）第二個公共屋邨葵涌邨落成。
- 1966年，荃灣（包括今天的葵青區）從「南約」分治出來，獨立成約，稱為「荃灣約」。
- 1972年，葵涌貨櫃碼頭一號、二號及三號碼頭啓用。
- 1974年，為配合青衣島的發展，青衣南橋通車。
- 1975年，瑪嘉烈醫院落成啓用。
- 1976年，葵涌貨櫃碼頭四號碼頭啓用。
- 1977年，政府宣佈在新界成立不同地區的諮詢委員會，在荃灣設立「荃灣地區諮詢委員會」，鞏固了日後成立「荃灣區議會」的基礎。
- 1978年11月，和宜合道運動場啓用，為現今葵青區首個運動場，荃灣區第二個有大型球場的運動場（楊屋道球場）。
- 1979年，葵涌運動場啓用。
- 1981年，荃灣區議會成立，管轄範圍包括葵涌及青衣。當時仍屬荃灣區的葵涌醫院於同年10月15日啓用，為荃灣區首所服務精神病病人的醫院。
- 1982年5月10日，地鐵荃灣綫荃灣站至太子站一段通車，今天屬葵青區的葵興站、葵芳站及荔景站啟用。
- 1985年4月1日，「葵涌及青衣區議會」從荃灣區中分拆出來。
- 1987年，青衣北橋通車。
- 1988年4月1日，「葵涌及青衣區議會」改稱「葵青區議會」。同年，葵涌貨櫃碼頭五號碼頭啓用。
- 1989年，葵涌貨櫃碼頭六號碼頭啓用。
- 1990年，新都會廣場、葵涌廣場及葵涌貨櫃碼頭七號碼頭啓用。同年4月20日，於1987年首季動工連接沙田和上葵涌的城門隧道通車。
- 1993年，葵涌貨櫃碼頭八號碼頭啓用。
- 1996年，青衣運動場及青衣游泳池正式開幕。
- 1997年，青嶼幹線、長青隧道及青葵公路通車。
- 1998年，東涌綫及機場快綫通車。
- 1999年，葵青劇院及青衣綜合大樓啟用。青衣城開幕。
- 2000年7月，荃灣經青衣到中環的小輪航綫，因客量少而停辦。
- 2002年2月，青衣北岸公路通車。
- 2003年，葵涌貨櫃碼頭更名為葵青貨櫃碼頭，位於青衣的九號碼頭啓用。
- 2009年，昂船洲大橋通車。
- 2020年2月23日，尹兆堅議員和一眾該區區議員及街坊在葵盛圍遊行，反對政府未經咨詢，就在區內設立2019冠狀病毒病隔離診所。

## 行政區劃

### 民政事務專員
現任葵青區民政事務專員為梁乘龍先生，於2025年8月11日接替鄧顯權出任該區專員。

#### 歷任專員
| - 丁福祥先生（任期：1980年8月1日-1982年10月1日） | - 譚榮邦先生（任期：1982年4月1日-1982年10月1日） |

| - 丁福祥先生（任期：1982年10月1日-1983年9月11日） | - 譚榮邦先生（任期：1982年10月1日-1983年9月11日） |

##### 葵涌及青衣政務專員
- 譚榮邦先生（任期：1983年9月12日-1985年5月31日）

##### 葵青政務專員
- 高淇先生（任期：1985年6月1日-1988年10月17日）
- 鄧國威先生（任期：1988年10月18日-1992年2月10日）
- 鍾小玲女士（任期：1992年3月2日-1994年4月24日）
- 華賢仕先生（任期：1994年4月25日-1995年4月4日）
- 魏永捷先生（任期：1995年12月11日-1997年6月30日）

##### 葵青民政事務專員
- 魏永捷先生（任期：1997年7月1日-1999年4月18日）
- 周守信先生（任期：1999年4月19日-2010年）
- 羅應祺先生（任期：2010年8月23日-2018年5月27日）
- 嚴憶萱女士（署任，任期：2018年5月28日-2018年6月28日）
- 鄭健先生（任期：2018年6月29日-2022年9月12日）
- 鄧顯權先生（任期：2022年9月13日至2025年8月10日）
- 梁乘龍先生（任期：2025年8月11日至今）

### 區議會
葵青區議會是香港十八個區議會之一，負責就該區的社區設施、衞生環境、運輸及交通、房屋政策及居住環境改善等事宜，向政府反映意見。葵青區議會共有32個議席，當中包括6名民選議員，12名地區委員會界別議員，13名委任議員和1名當然議員，現屆葵青區議會由建制派主導。
葵青區是泛民主派早年經營的地區之一，在1985年至2021年，泛民主派一直在葵青區議會佔多數民選席次。

### 統計資料
根據2011年的人口普查資料，葵青區的人口資料如下：
| 人口特徵 - 人口： 511,167 人 - 15歲以下： 11.3% - 15至24歲： 13.0% - 25至44歲： 30.6% - 45歲至64歲： 30.4% - 65歲及以上： 14.7% - 年齡中位數： 41.9 歲 - 十五歲及以上從未結婚人口比例 - 男性： 34.7% - 女性： 30.7% 教育 - 20歲及以上非就學人口具專上教育程度比例： 18.7% 勞動人口特徵 - 勞動人口： 263,351 人 - 勞動人口參與率 - 男性： 65.5% - 女性： 51.6% - 合計： 58.1% - 工作人口每月主業收入中位數： 10,000 港元 | 住戶特徵 - 家庭住戶數目： 168,553 戶 - 家庭住戶平均人數： 3.0 人 - 家庭住戶每月收入中位數： 17,000 港元 房屋特徵 - 有家庭住戶居住的屋宇單位數目： 168,280 個 - 每個屋宇單位的平均家庭住戶數目： 1.002 戶 - 自置居所住戶在家庭住戶總數目中所佔的比例： 33.4% - 家庭住戶每月按揭供款及借貸還款中位數： 6,500 港元 - 按揭供款及借貸還款與收入比率中位數： 28.5% - 家庭住戶每月租金中位數： 1,400 港元 - 租金與收入比率中位數： 11.3% |

區內人物：
- 林兆彬：前油尖旺區區議員
- 岑子傑：前沙田區議會瀝源選區區議員
- 尹兆堅：前香港立法會議員（新界西）

## 社區環境
葵青區是一個比較多公共屋邨的一個區，現有27個公共屋邨，只僅次於觀塘區。該區約75%人口居於公共屋邨內。而大多數公共屋邨都集中在青衣島及北葵涌等地。未來，葵青區會把一些舊屋邨重建，以容納更多人口。此外，葵青區有不少私人住宅及丁屋，大多集中在青衣島。

### 公共屋邨
葵青區早於1960年代興建大窩口邨、葵涌邨、石籬（一）邨、石蔭邨等屋邨。最早落成的屋邨是大窩口邨，全部樓宇均為第二型，共設20座；現時葵涌大窩口邨所有舊式樓宇均已重建。然後於1966年落成石籬（一）邨，現存的10座及11座則改為中轉房屋。石蔭邨落成於1968年，原居住大廈共有八座，至2006年重建完成，共有四座租住大廈，居民約為8000人。葵青區現時共有23個房委會及1個房協的公共屋邨。

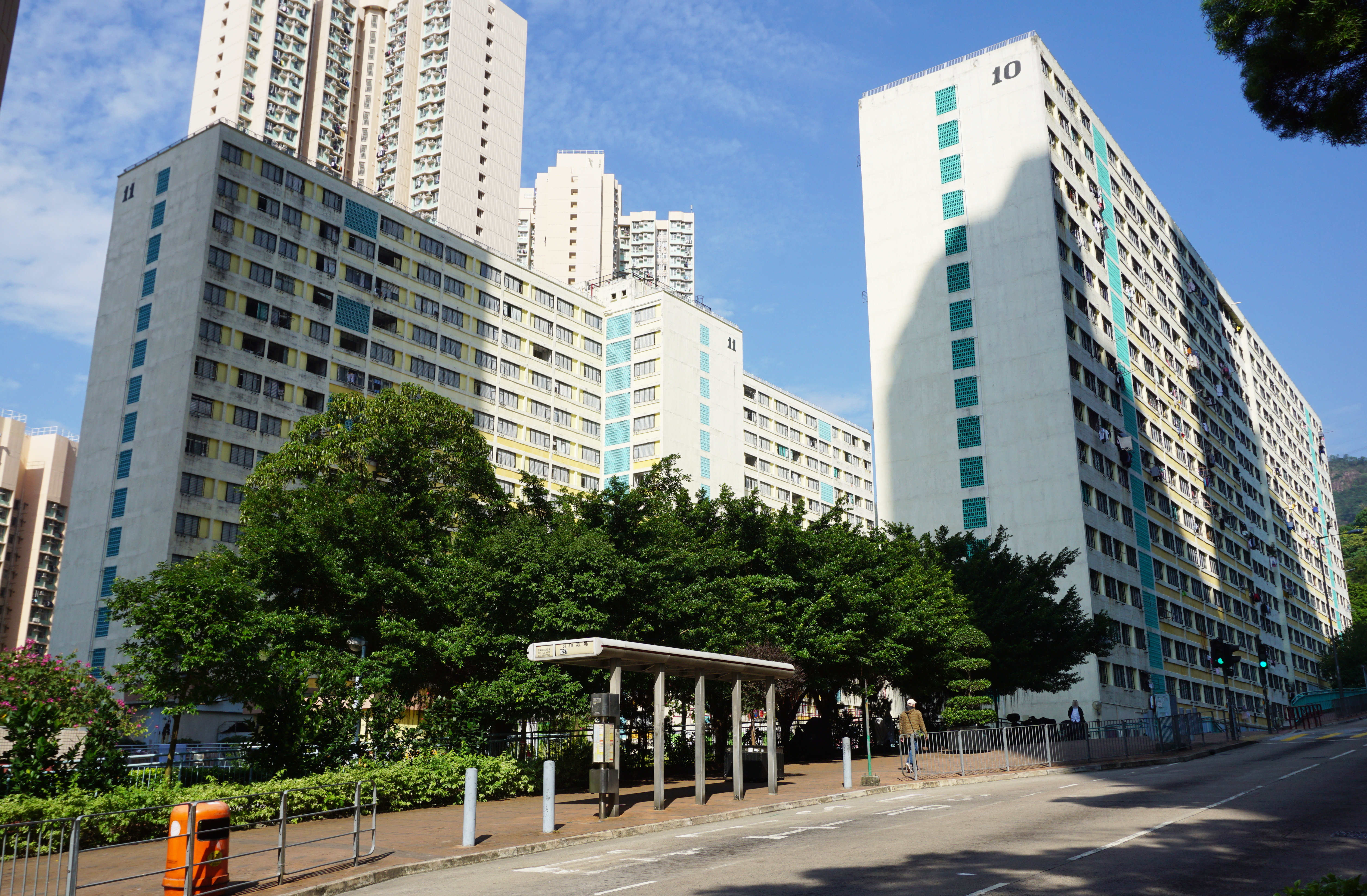
石籬中轉房屋
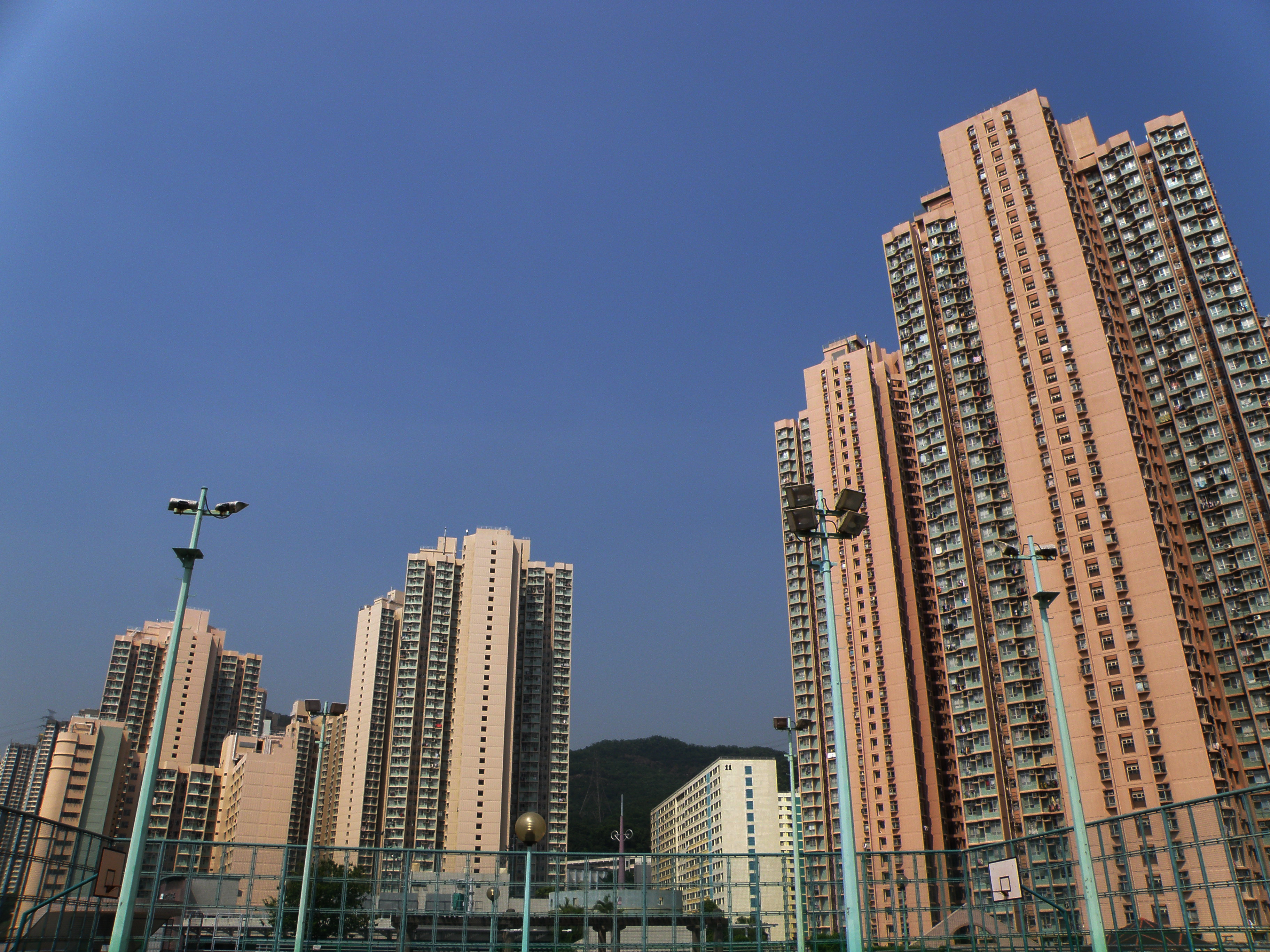
石籬（二）邨
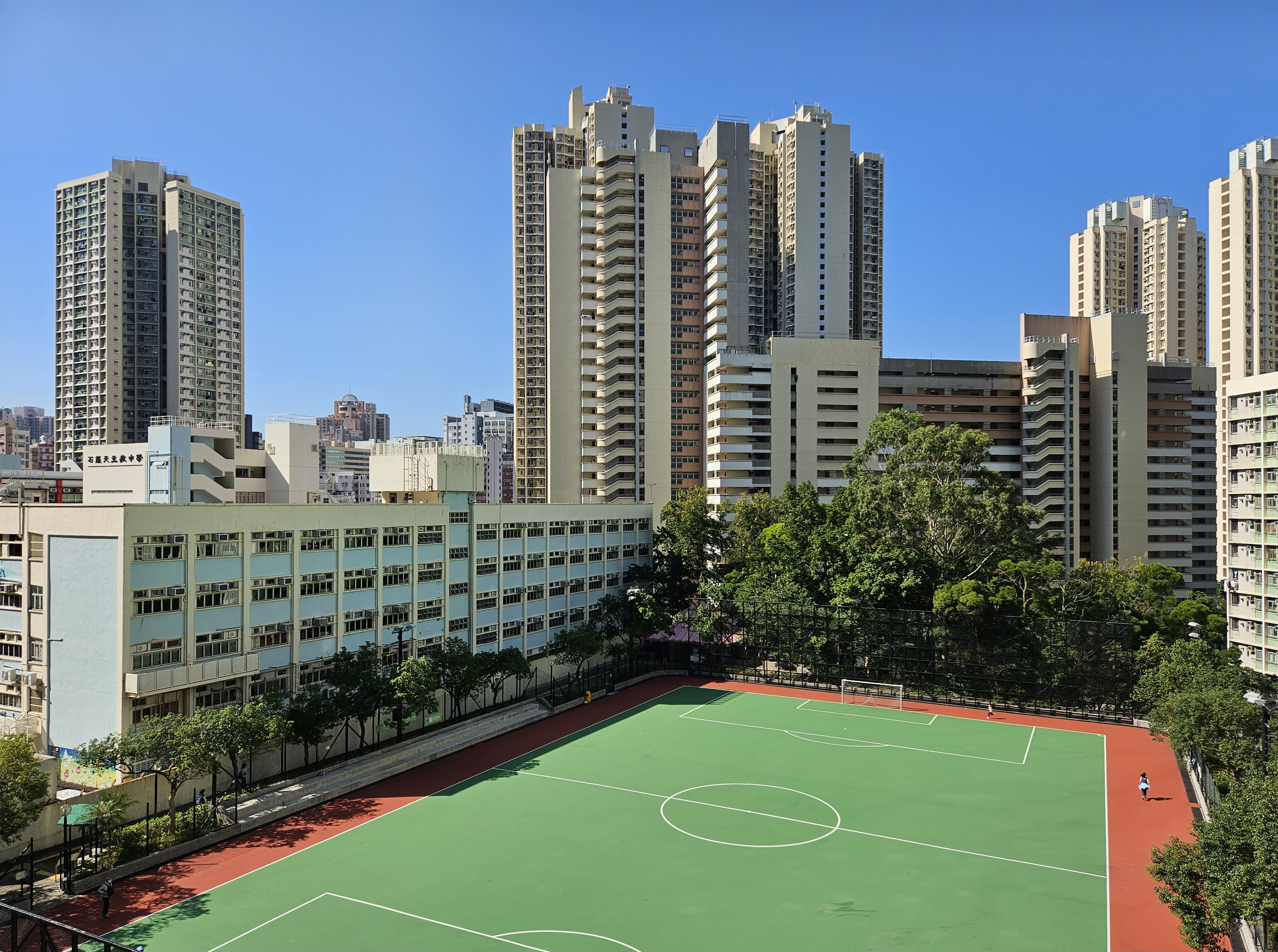
石蔭邨
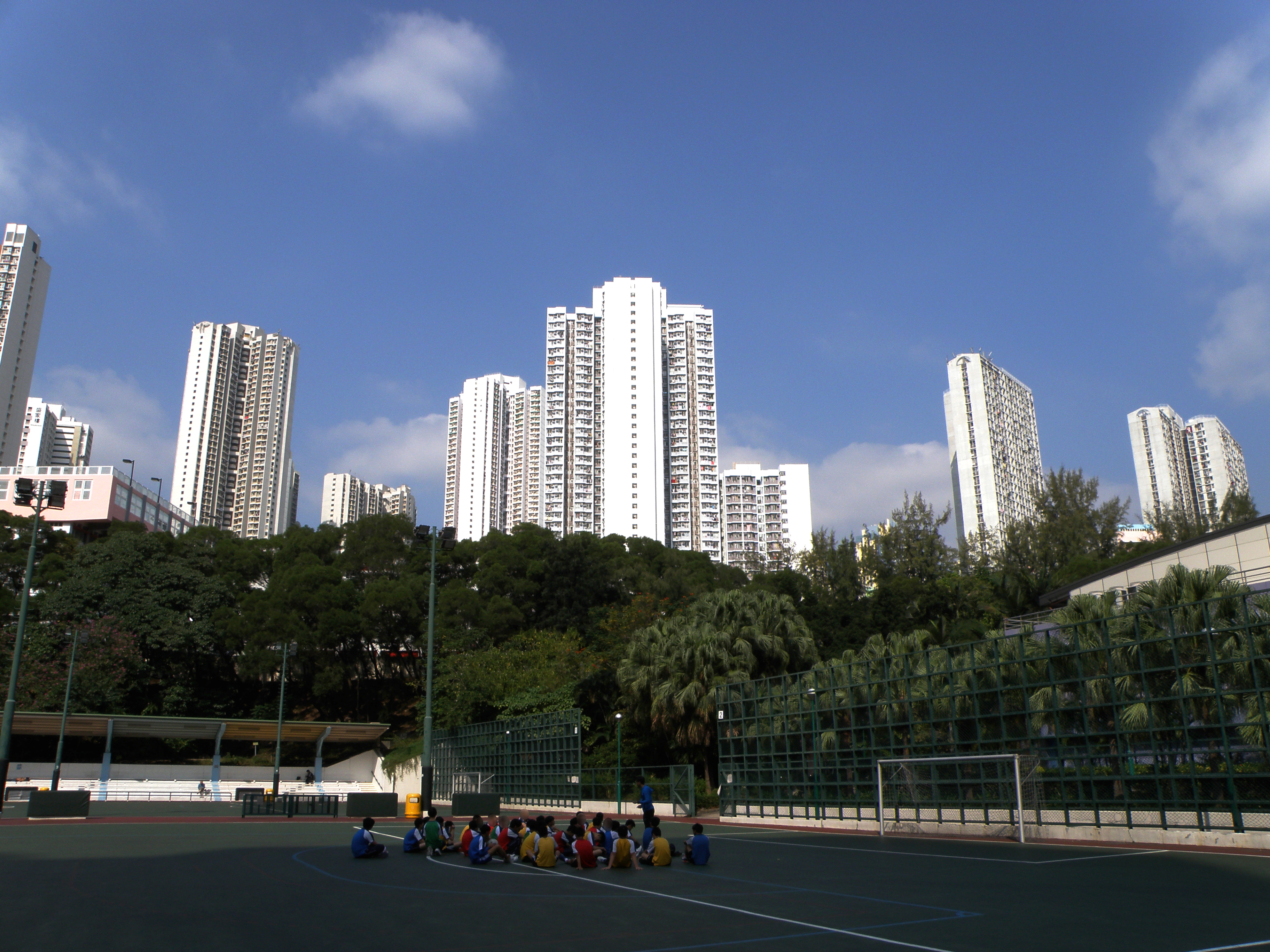
葵盛東邨
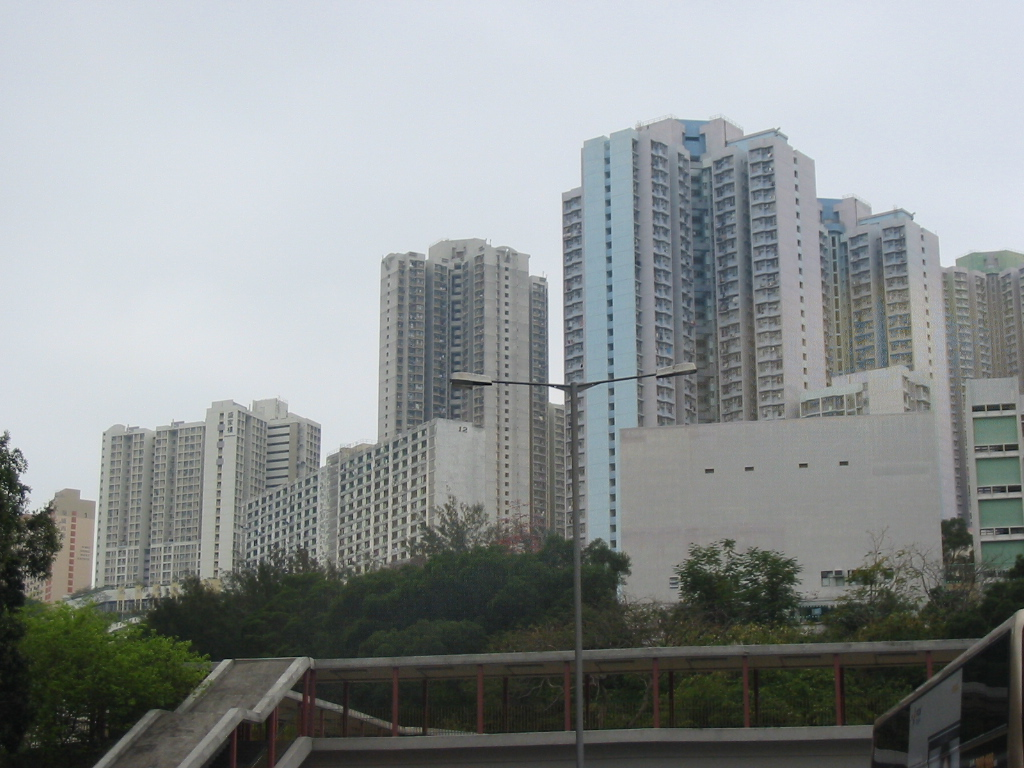
葵盛東邨部分樓宇，包括圖中當時仍未拆卸的第12座（2007年3月）
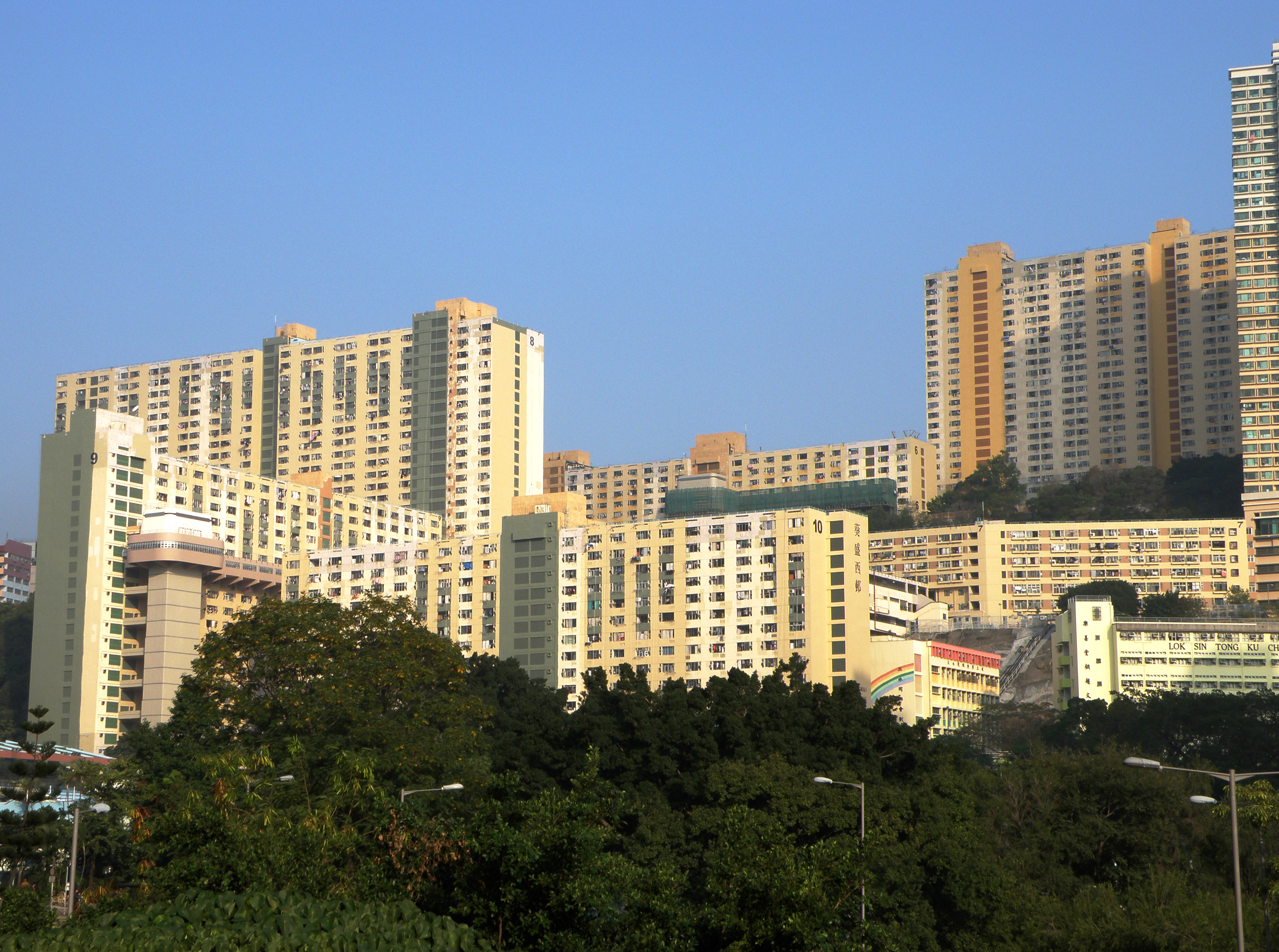
葵盛西邨
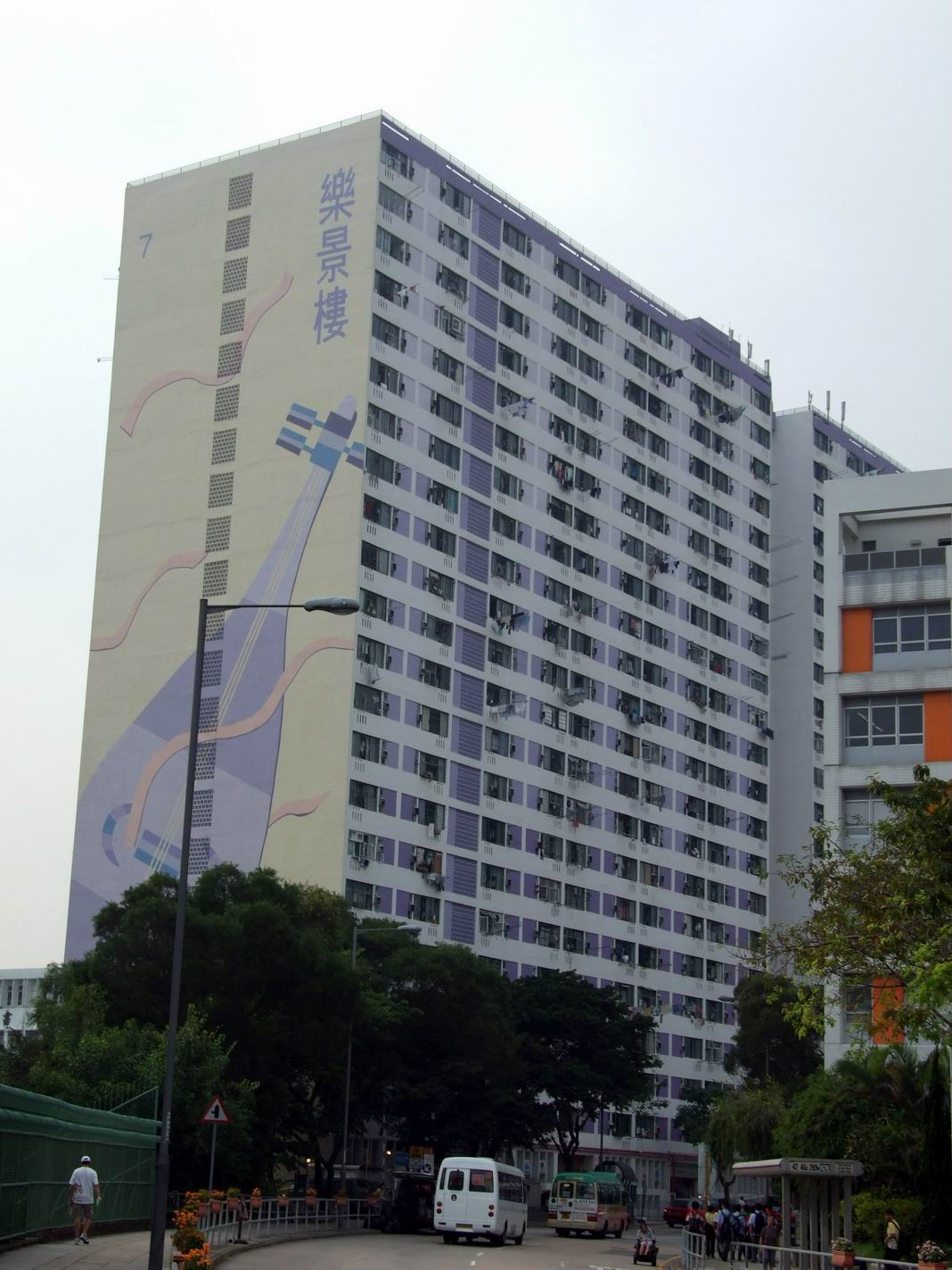
荔景邨樂景樓
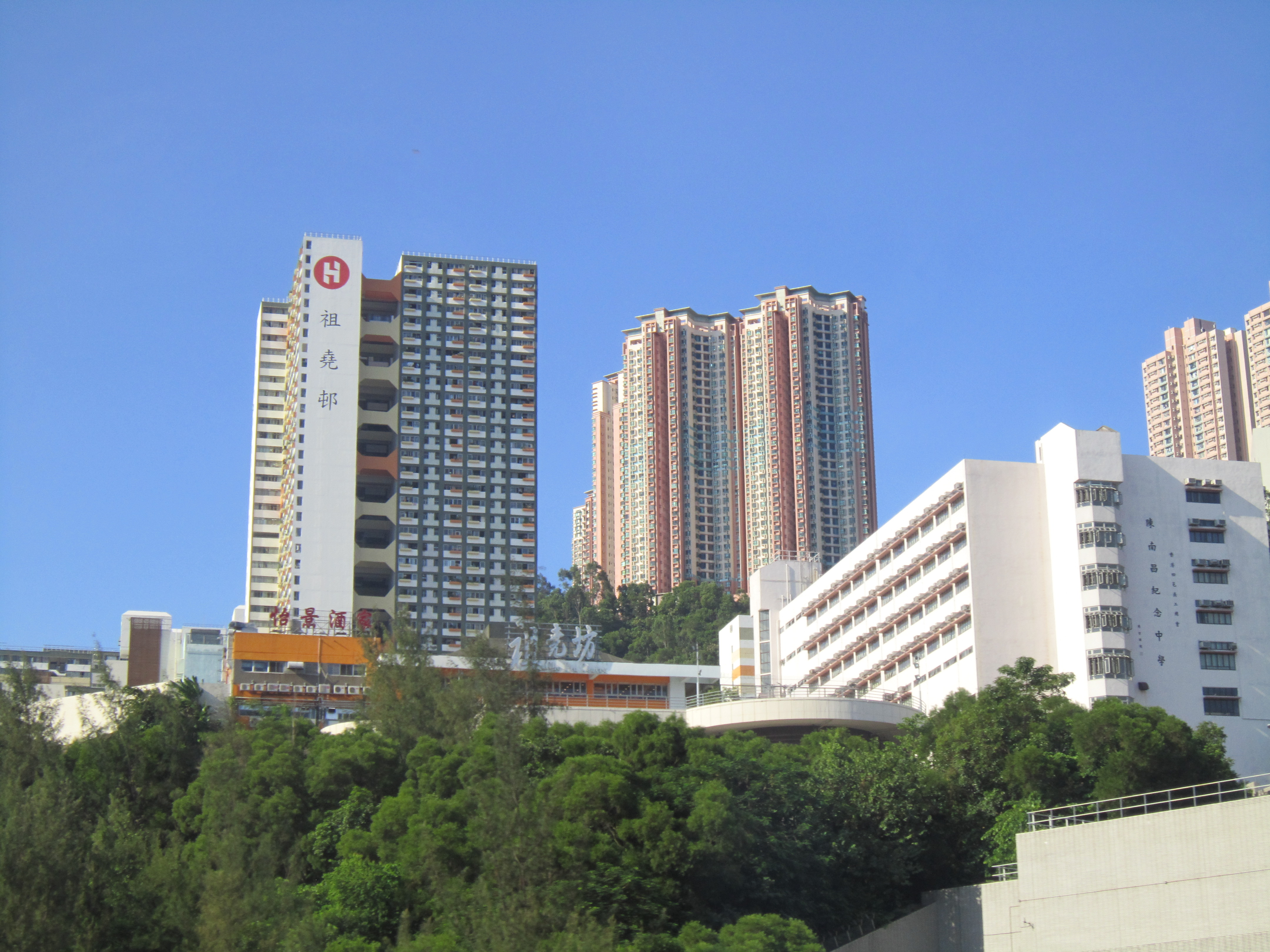
祖堯邨啟敬樓
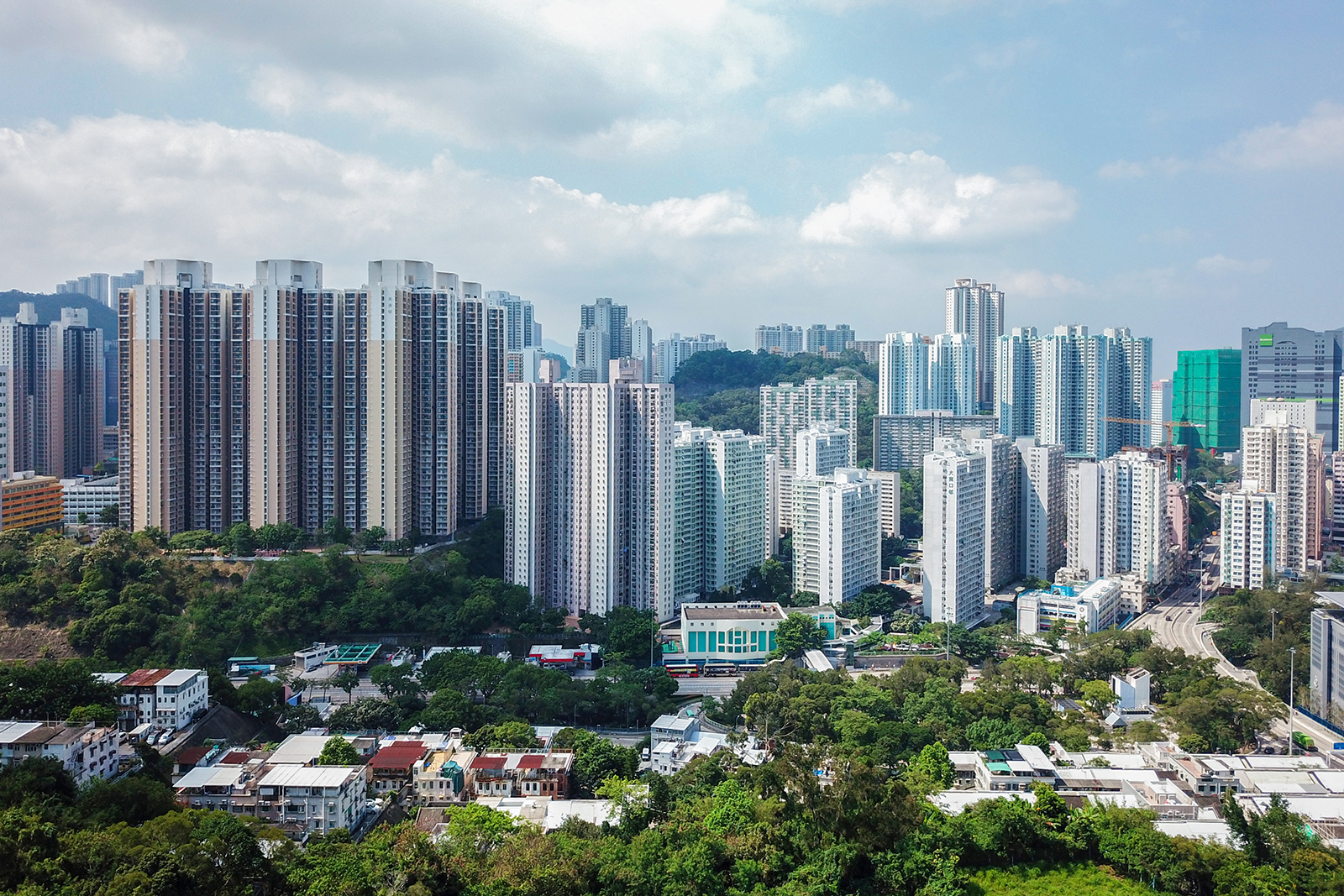
大窩口邨全貌（2018年6月）
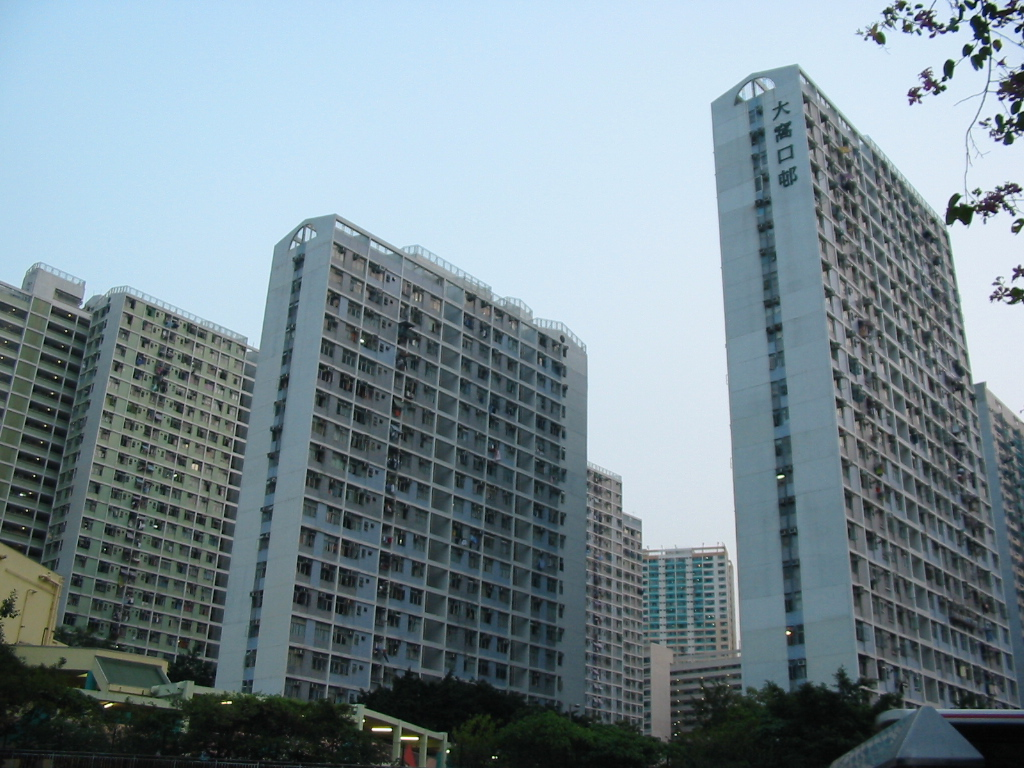
大窩口邨的相連長型大廈
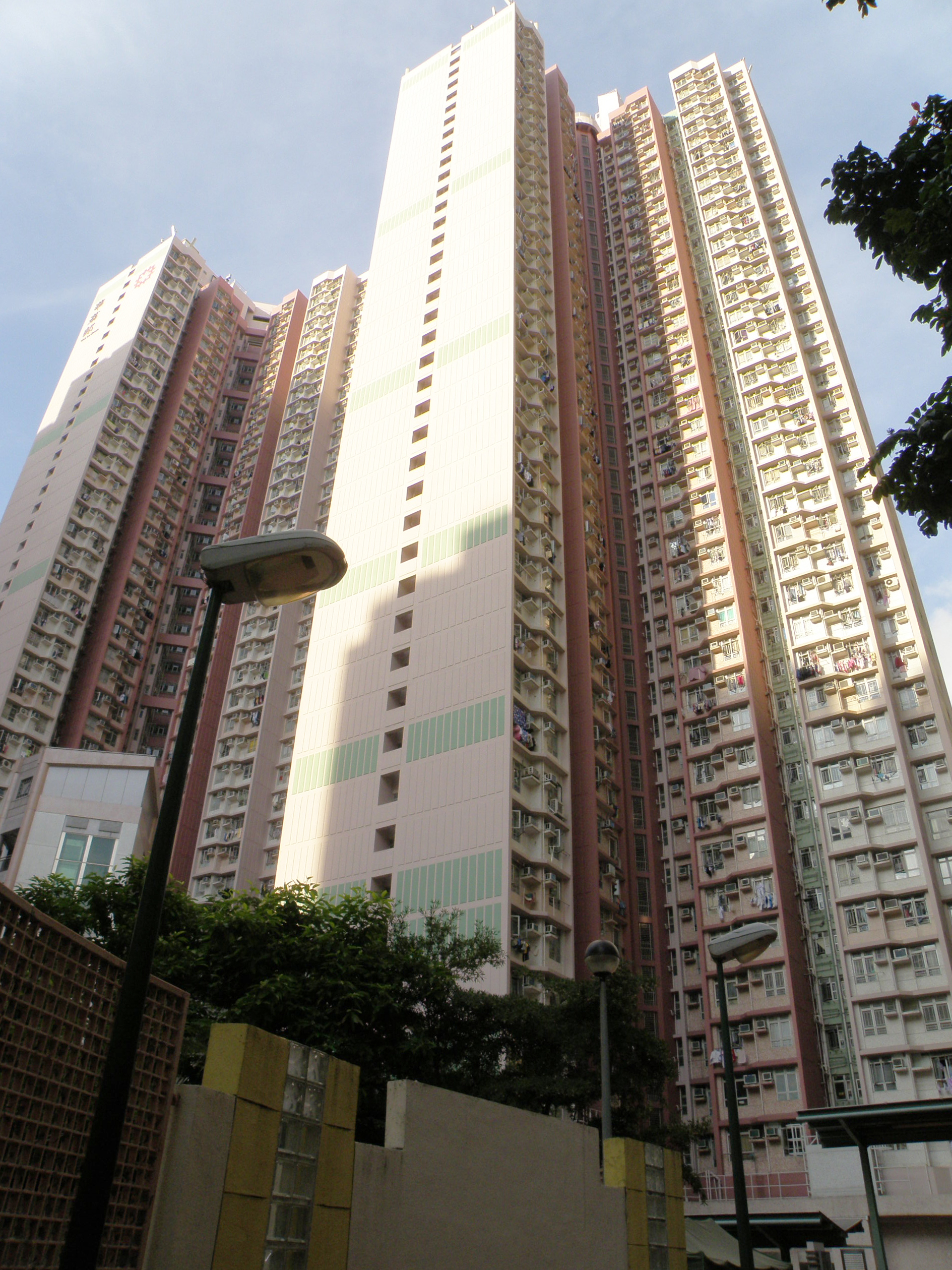
華荔邨
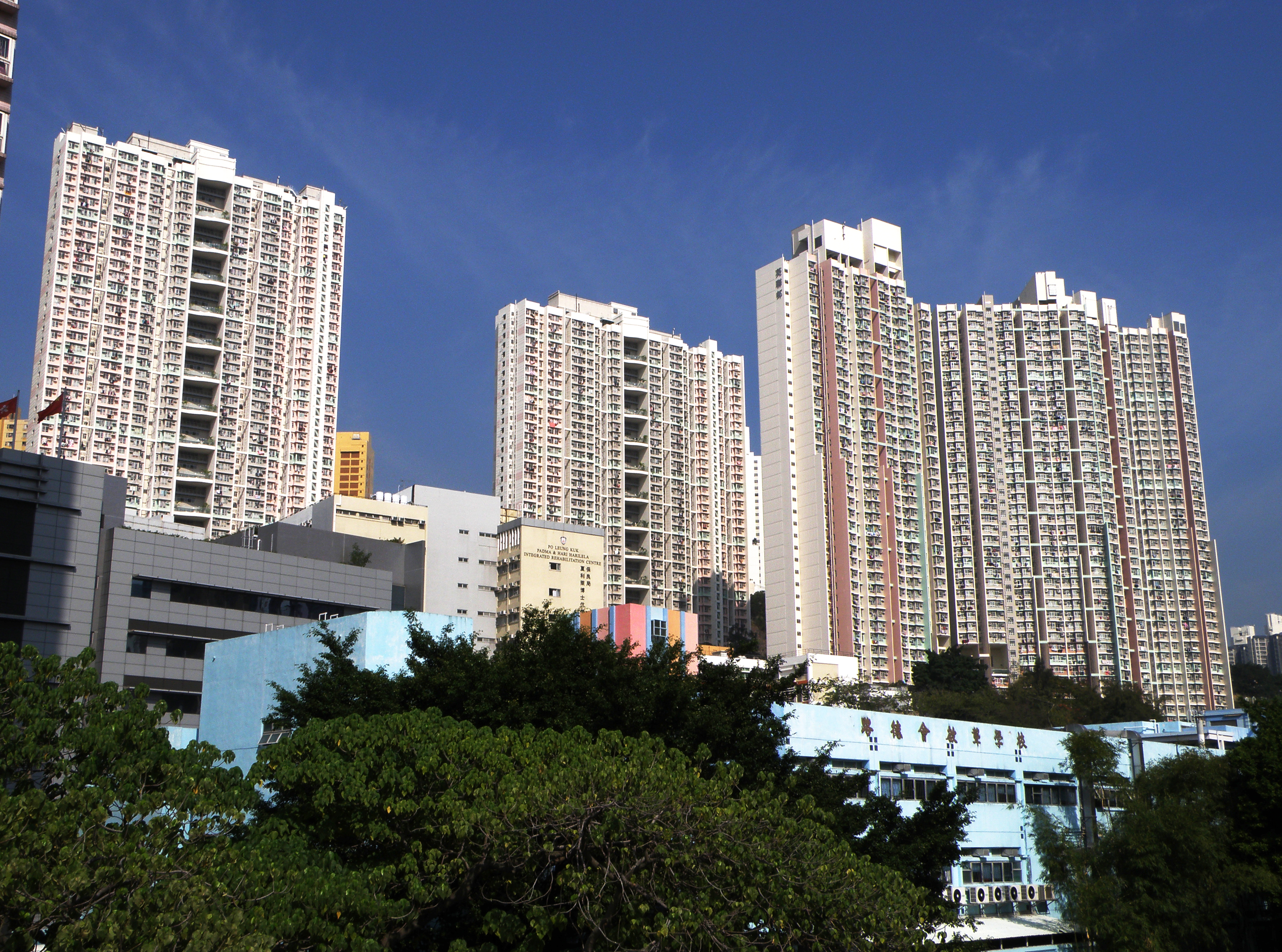
葵聯邨
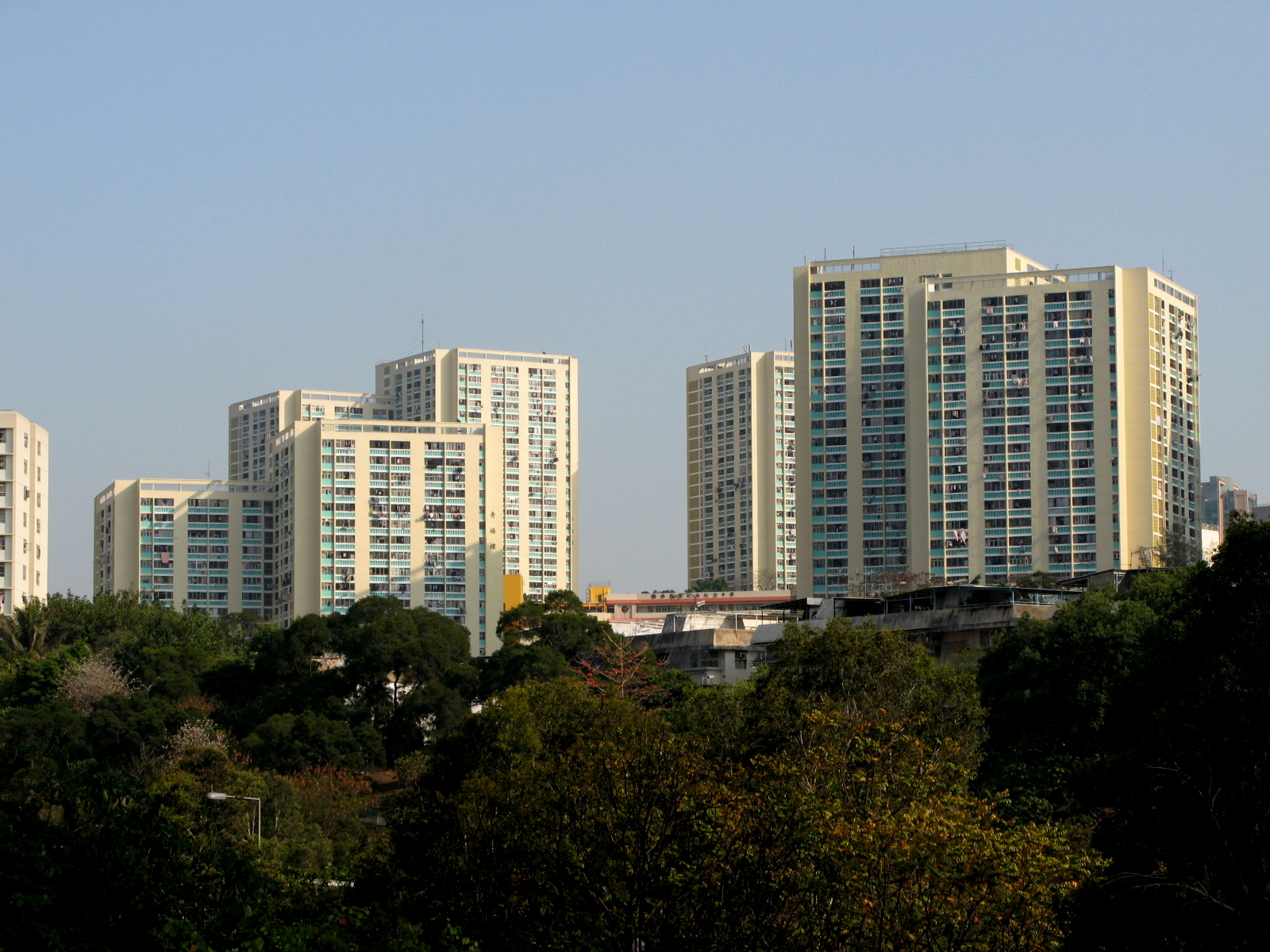
長青邨
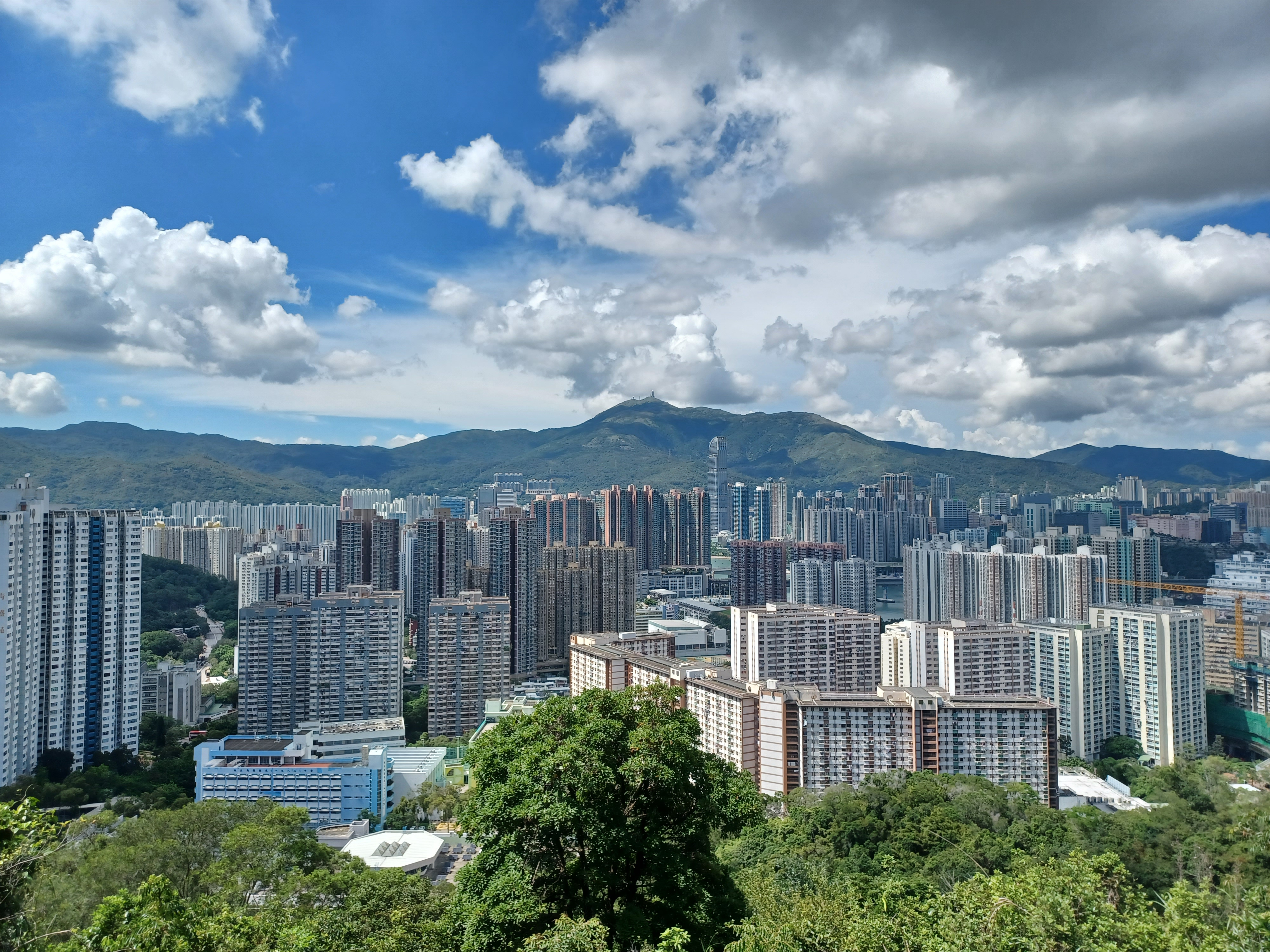
長康邨
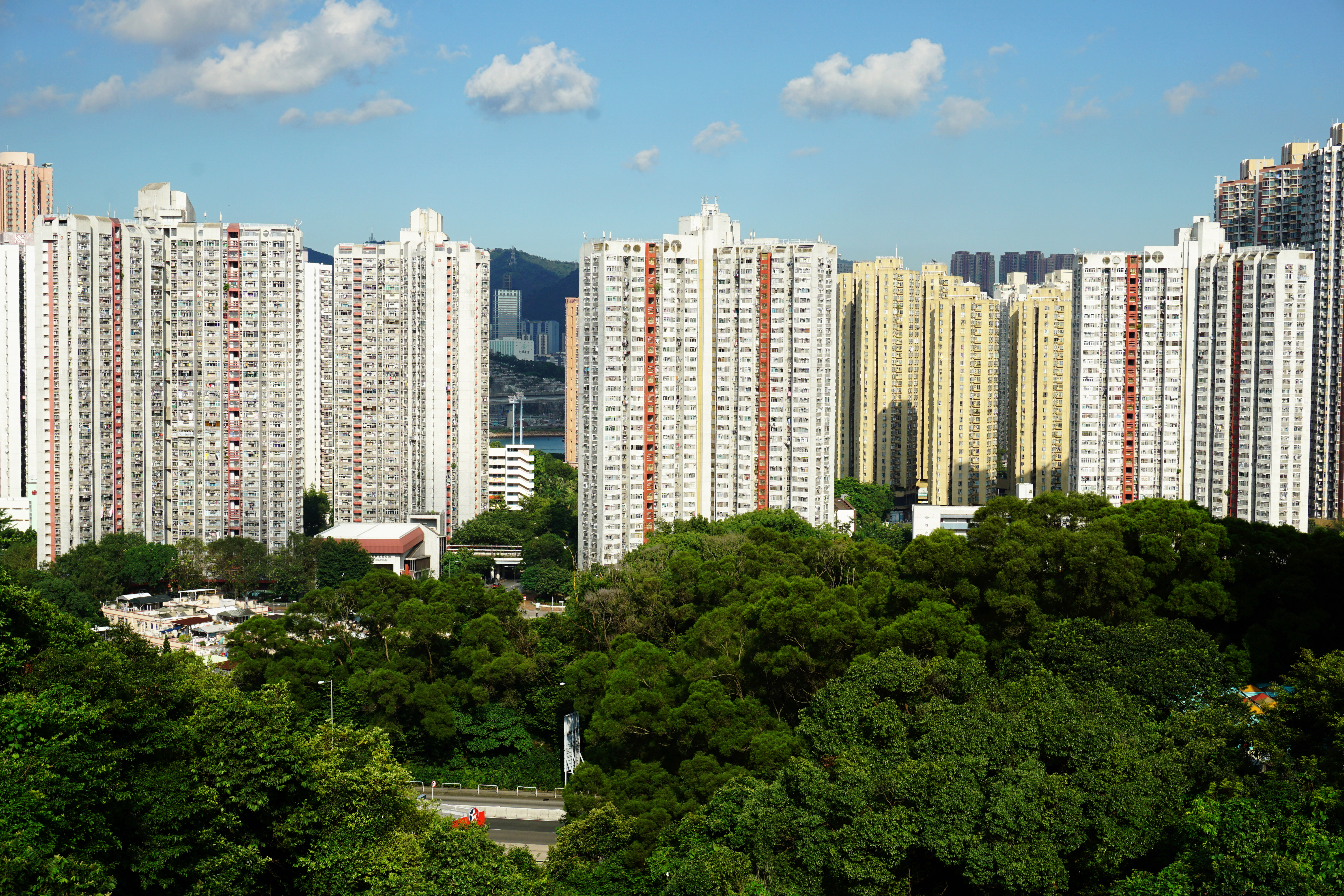
青衣邨全貌
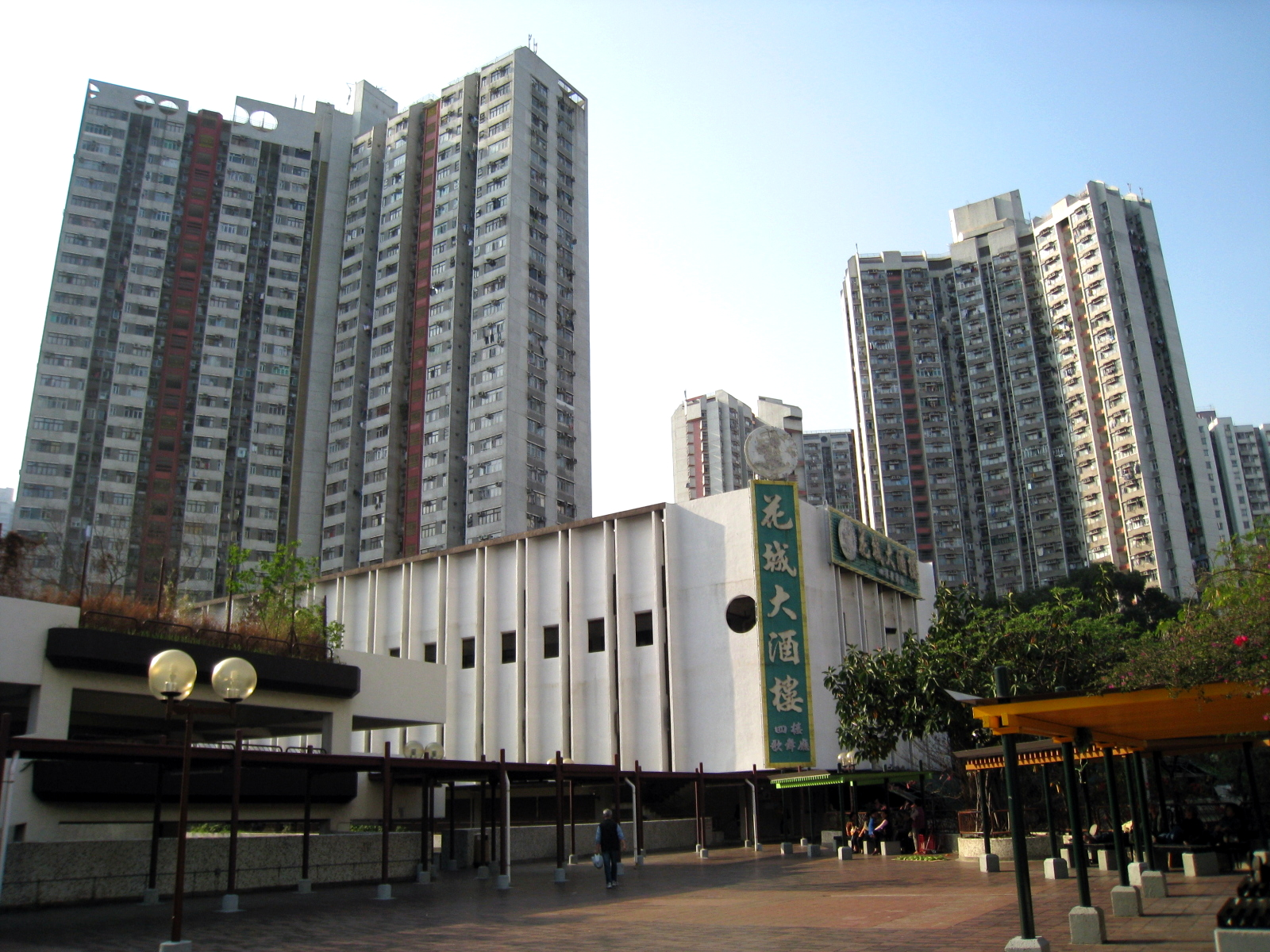
青衣邨宜業樓、宜偉樓及青衣商場（2008年）
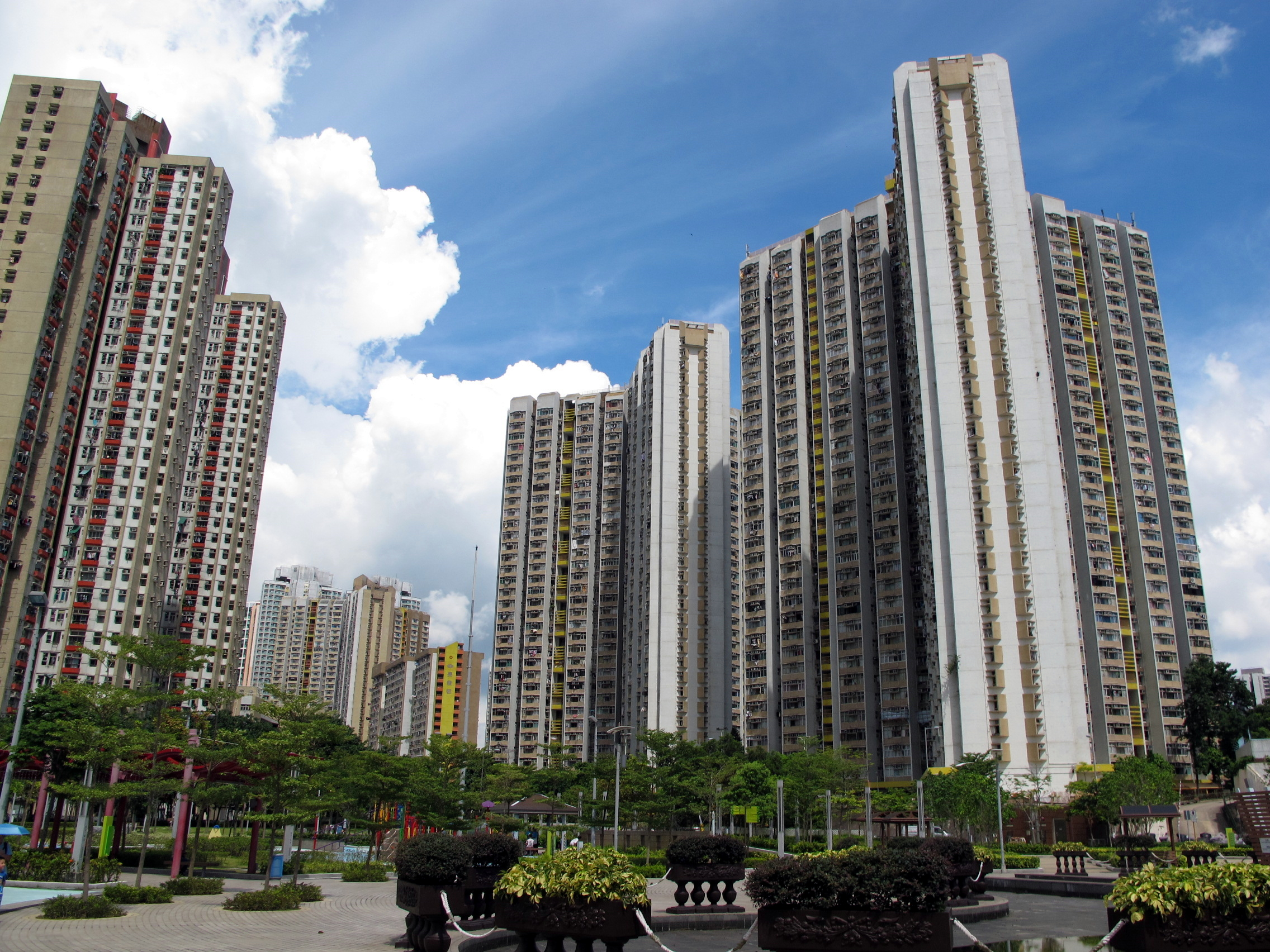
長安邨其中兩座Y3型大廈及附近屋苑（2013年7月）
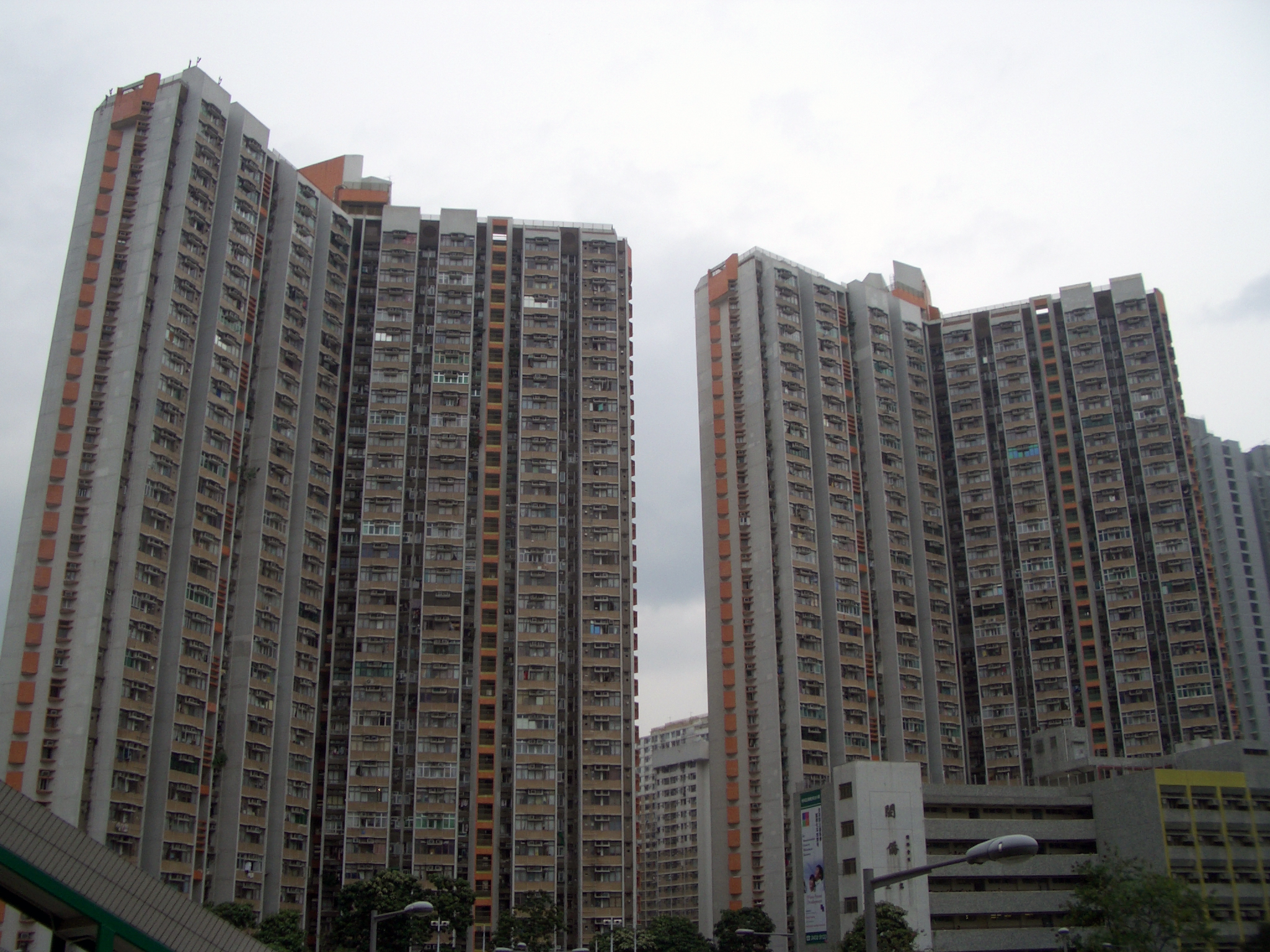
長安邨其中兩幢Y3型樓宇，安泊樓與安湄樓（2006年5月）
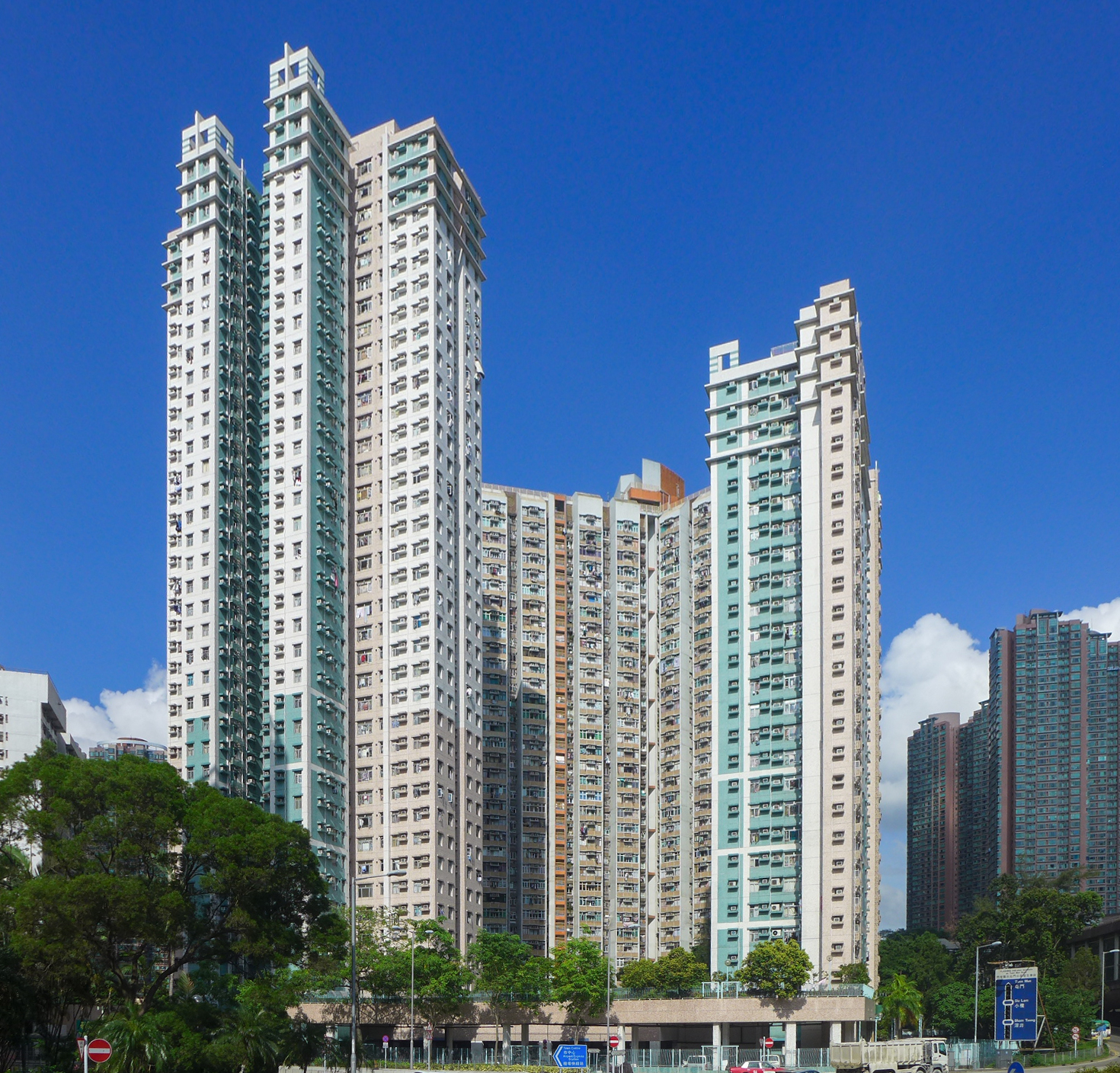
青逸軒

### 居屋屋苑
葵青區所有居屋均在九十年代末至千禧年代初落成。現時，葵青區共有16個居屋屋苑。

### 主要私人屋苑
葵青區有不少私人屋苑，葵青區最早期的私人屋苑是位於港鐵站上蓋的新葵興花園及新葵芳花園。葵青區比較大型的屋苑有：華景山莊、盈翠半島、美景花園、青怡花園、翠怡花園。

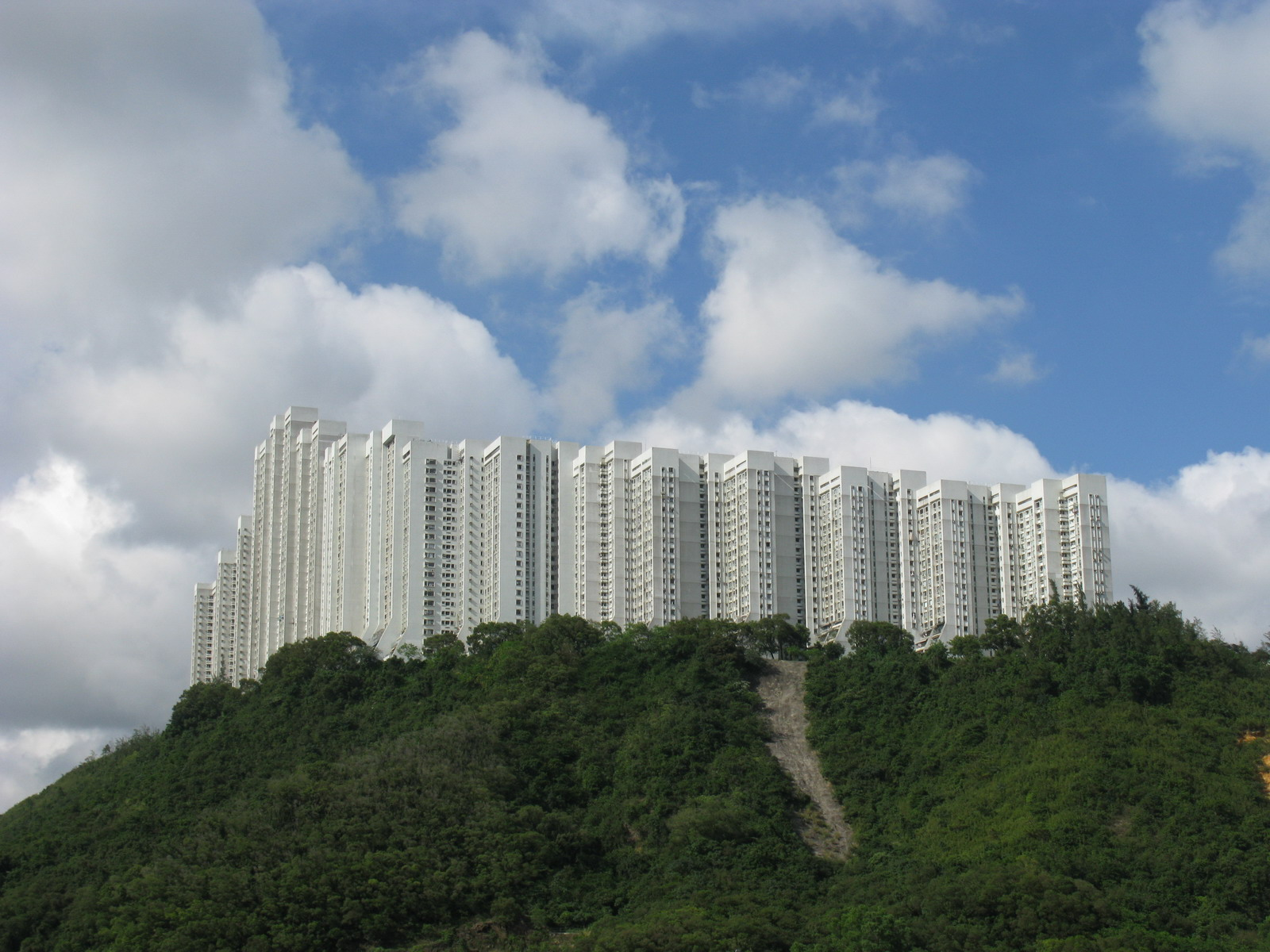
華景山莊
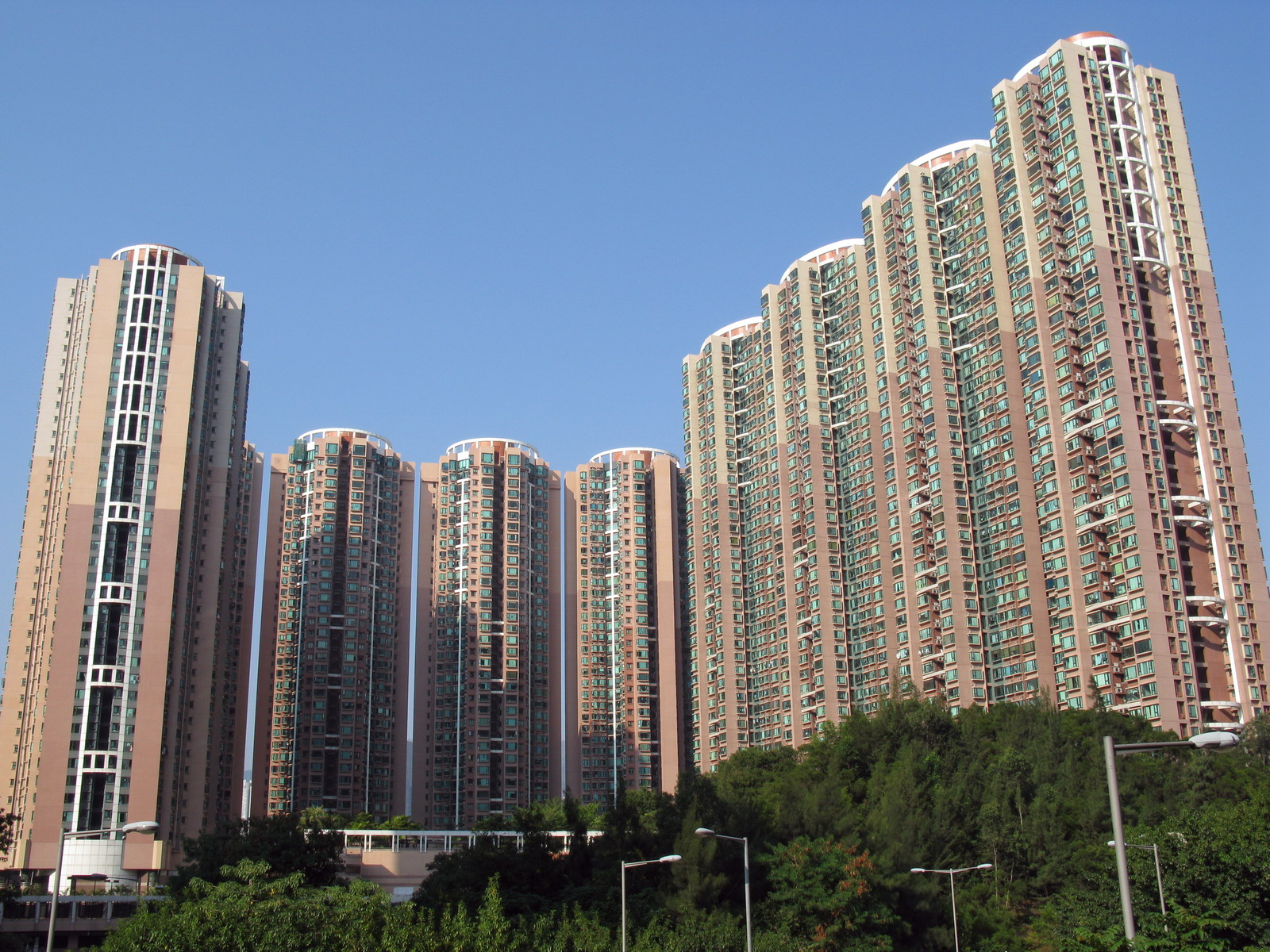
灝景灣
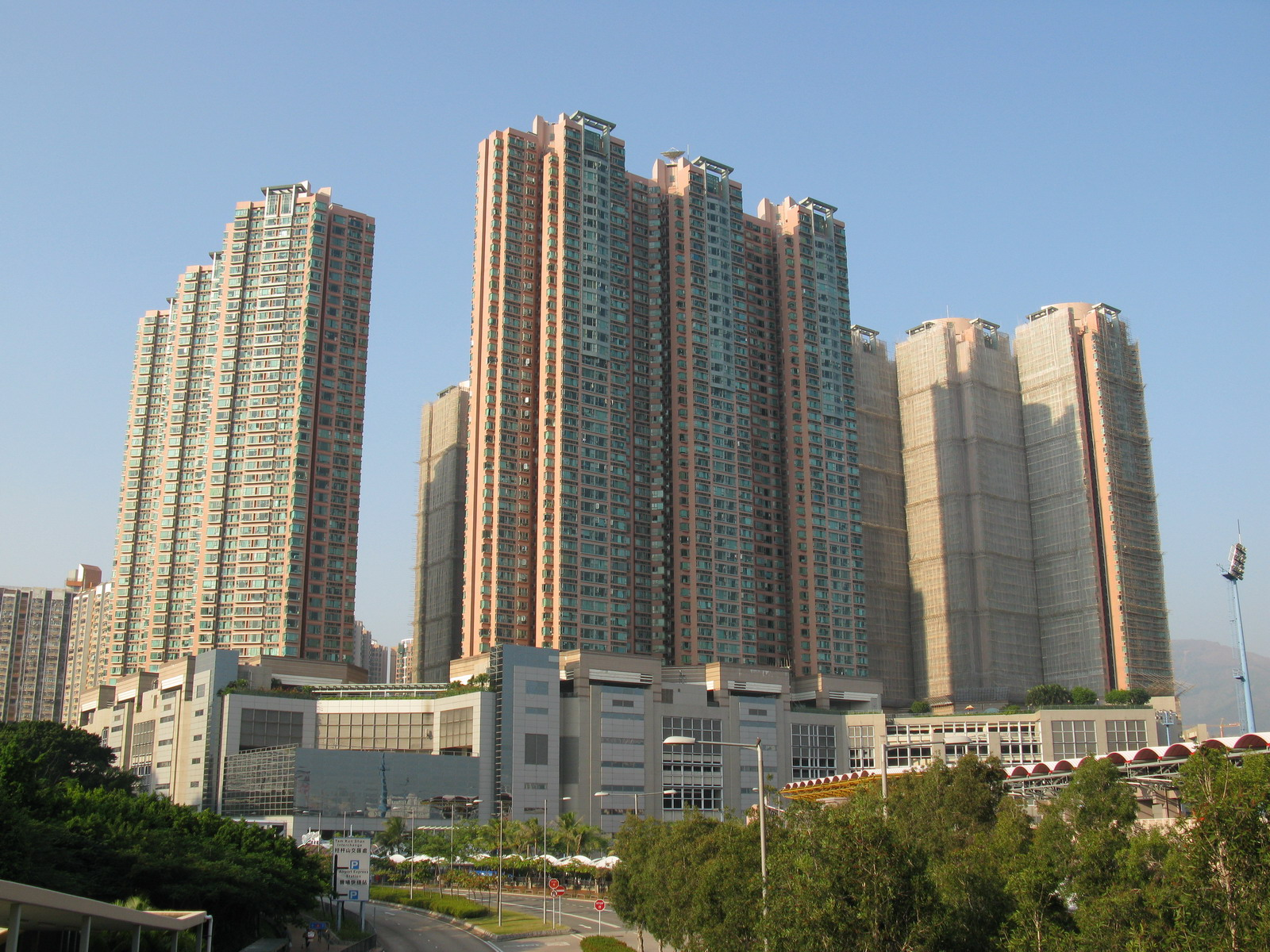
盈翠半島
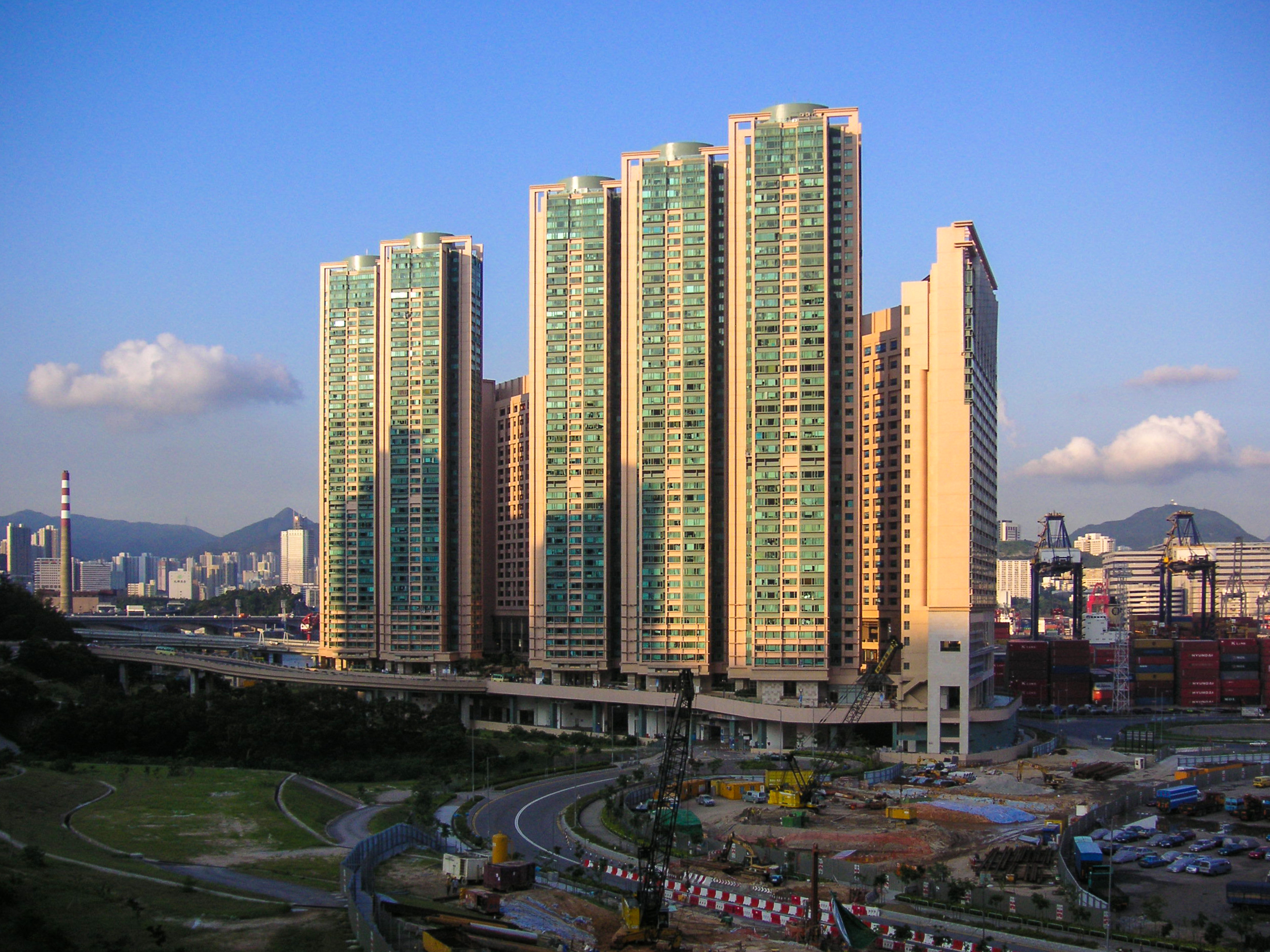
藍澄灣

### 鄉村

#### 客家
清朝康熙八年（1669年）撤銷遷海令，大量客家人在這時期移居新安縣及中國東南沿海地區。現時區內三大客家姓族，包括陳氏、鄧氏及曾氏，亦於當時遷抵新安縣（包括今天的荃灣和葵青地區）定居至今。由於歷史及地緣關係，葵涌的鄉村由荃灣鄉事委員會管理，而青衣島上的鄉村則直屬青衣鄉事委員會。
| 地區 | 村名       | 姓氏               | 類別   | 母語   |
| ---- | ---------- | ------------------ | ------ | ------ |
| 葵涌 | 九華徑舊村 | 曾（大姓）、吳     | 多姓村 | 客家話 |
| 葵涌 | 下葵涌村   | 鄧（大姓）、其他   | 多姓村 | 客家話 |
| 青衣 | 涌美村     | 陳                 | 單姓村 | 客家話 |
| 青衣 | 老屋村     | 鄧                 | 單姓村 | 客家話 |
| 青衣 | 藍田村     | 鄧                 | 單姓村 | 客家話 |
| 青衣 | 新屋村     | 陳                 | 單姓村 | 客家話 |
| 青衣 | 大王下村   | 鄧（大姓）、陳、張 | 多姓村 | 客家話 |
| 青衣 | 鹽田角村   | 陳                 | 單姓村 | 客家話 |

### 艇戶
昔日青衣島有居住船上的漁民（稱為艇戶、蜑家人或水上人）聚居於「青衣塘」（現時的青怡花園）及「門仔塘」（現時的青衣城）。

### 大型商場
- 新都會廣場
- 葵涌廣場
- 新葵興廣場
- 青衣城
- 青衣商場，2015年落成，落成後成為青衣區最新的公共屋邨商場，於2016年2月正式翻新完成。原來2樓大排檔改建成有空氣調節的店鋪，翻新完成後的商場進註了不少大型連鎖店及著名連鎖食店。
- 長發商場，領展管理，青衣區最大型公共屋邨商場

## 公共設施

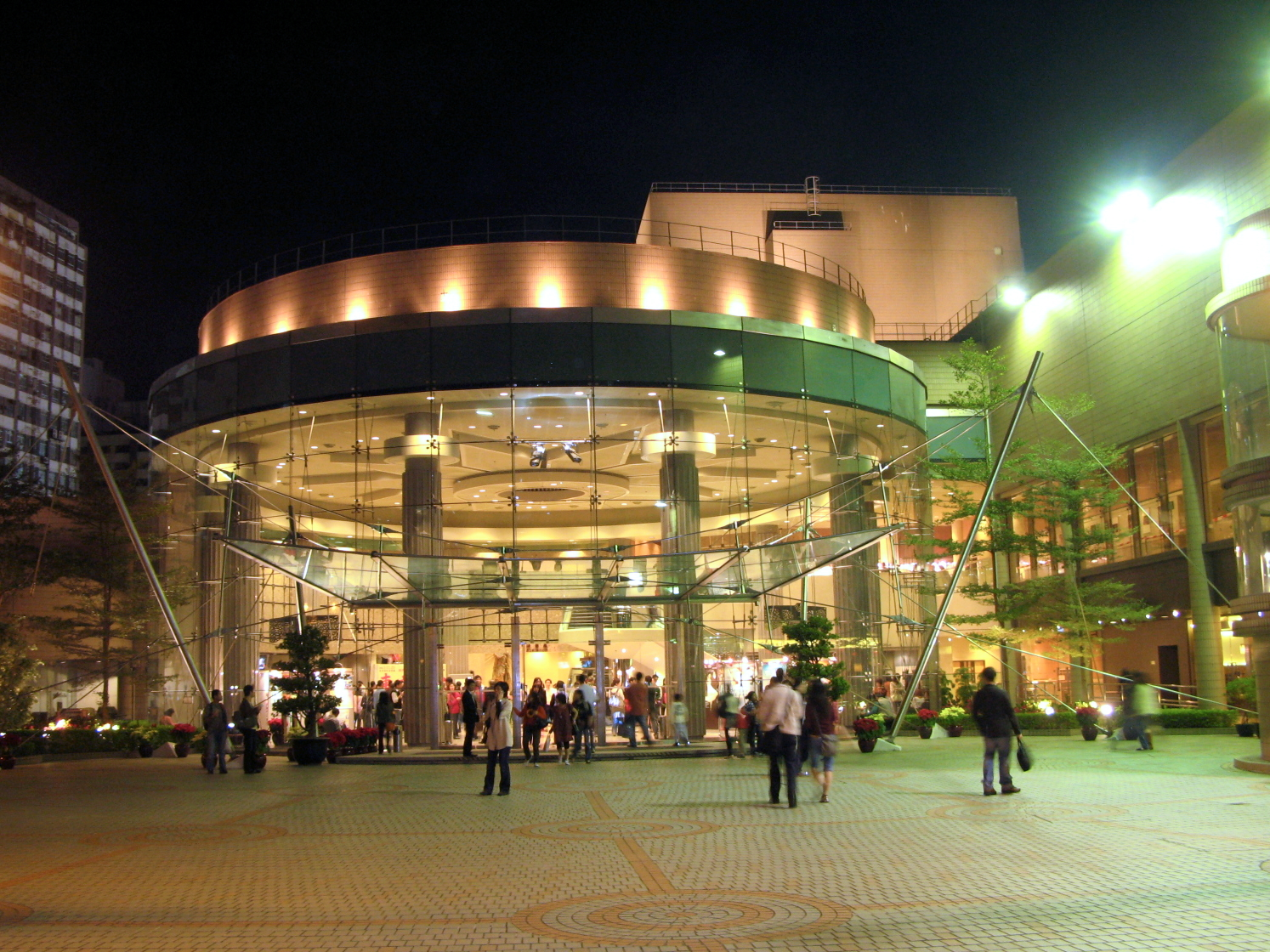
葵青劇院

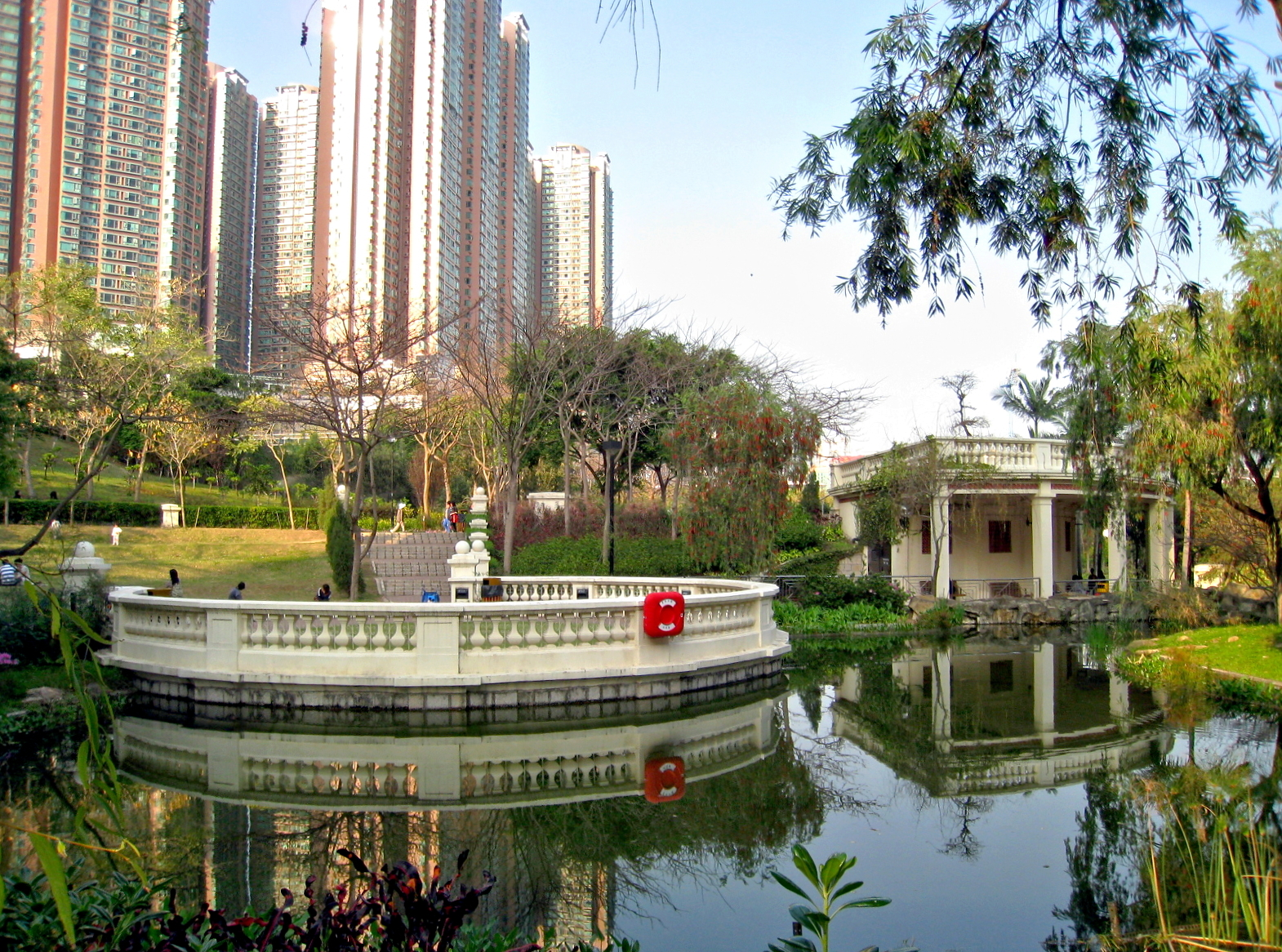
青衣公園

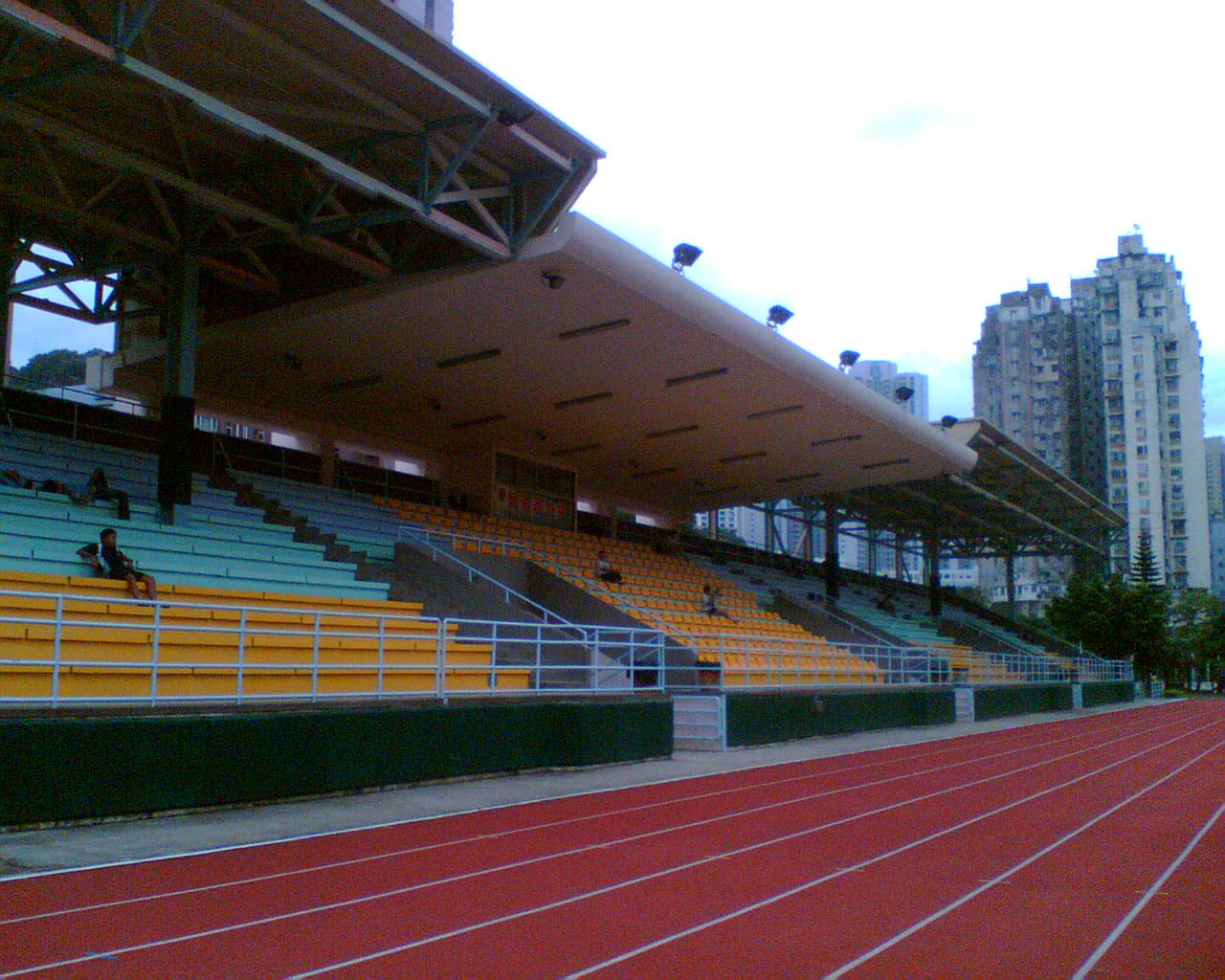
葵涌運動場

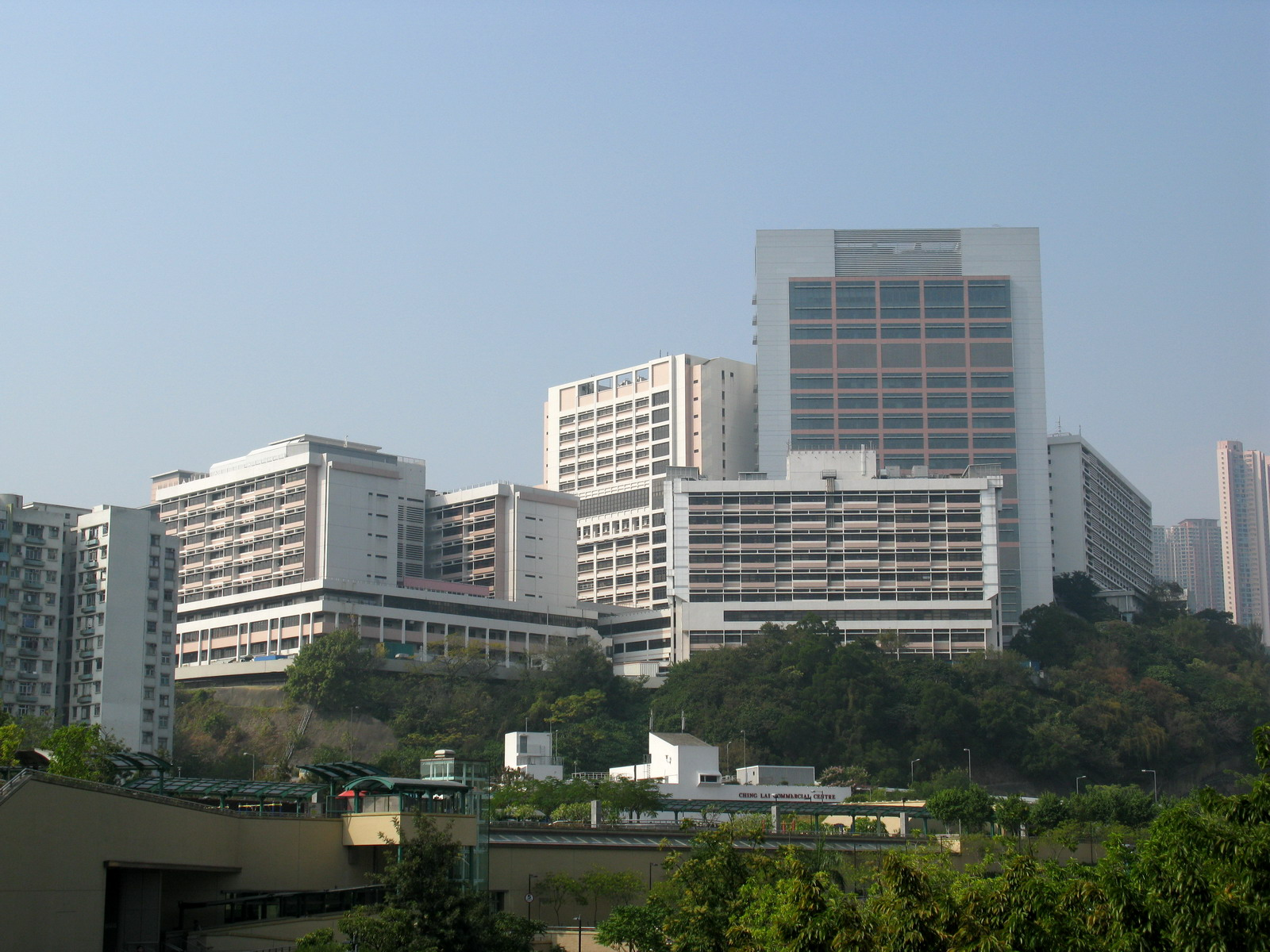
瑪嘉烈醫院

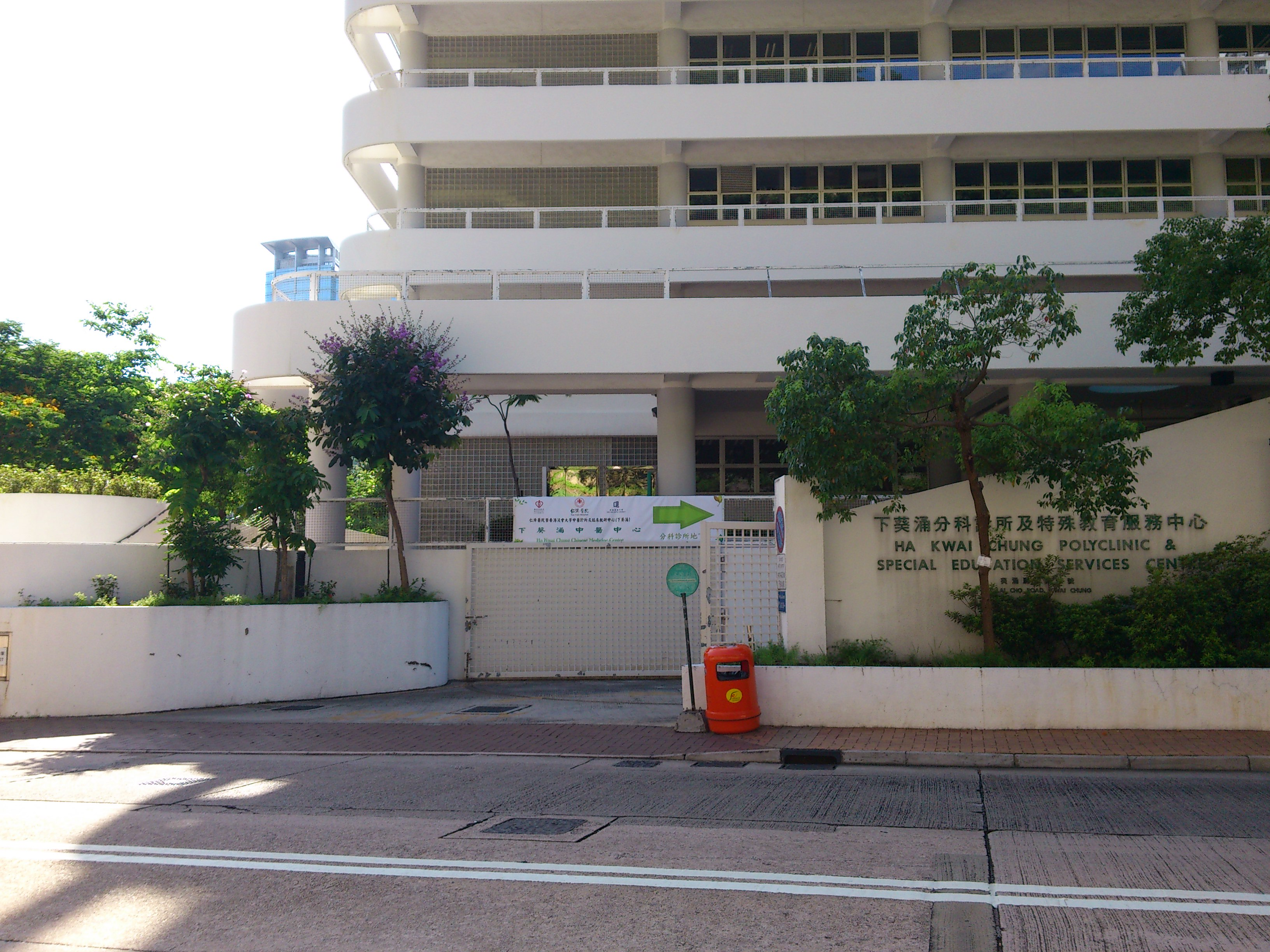
下葵涌分科診所及特殊教育服務中心

### 教育

#### 專上教育
- 香港高等科技教育學院青衣校園
- 香港專業教育學院青衣分校
- 香港專業教育學院葵涌分校
- 香港公開大學教育中心
- 東華學院葵興校舍

#### 職業教育
- 職業訓練局工商資訊學院
- 青年學院（葵涌）
- 職業訓練局葵涌大樓
- 香港建造學院葵涌院校

#### 特殊教育
| - 路德會啟聾學校 - 香港耀能協會羅怡基紀念學校 - 三水同鄉會劉本章學校 |  | - 香港四邑商工總會陳南昌紀念學校 - 匡智張玉瓊晨輝學校 - 保良局陳百強伉儷青衣學校 |

### 醫療服務
公營醫院（九龍西醫院聯網）
- 瑪嘉烈醫院 – 大型地區醫院，提供全科急症服務，是聯網的創傷和腫瘤科中心、醫管局傳染病中心及毒理化驗室。
- 葵涌醫院– 精神科醫院，提供精神科急症及外展服務。

##### 診所
- 下葵涌分科診所及特殊教育服務中心
- 仁濟醫院暨香港浸會大學中醫診所及臨床教研中心（下葵涌）
- 伍若瑜夫人健康院
- 北葵涌診療所
- 南葵涌賽馬會分科診療所
- 青衣長康診所
- 青衣市區診所

### 墟市市集及公共熟食市場

#### 街市
- 長亨街市
- 長康街市
- 長發街市
- 青衣街市
- 葵芳街市
- 石籬街市
- 石蔭街市(2005年倒閉，改建成石蔭商場一部份)
- 北葵涌街市

#### 公共熟食市場
- 大連排道熟食市場
- 和宜合道熟食市場

### 文康娛樂

#### 圖書館
- 南葵涌公共圖書館
- 北葵涌公共圖書館
- 青衣公共圖書館

#### 表演場地、社區中心及會堂
- 葵青劇院

#### 康樂場地
- 葵盛遊樂場
- 賽馬會葵盛公眾壁球場
- 石梨街網球場
- 和宜合道高爾夫球場
- 香港賽馬會國際小輪車場

#### 體育館
- 青衣島長發體育館
- 青衣島青衣體育館
- 青衣島楓樹窩體育館
- 青衣島青衣西南體育館
- 荔景體育館
- 林士德體育館
- 大窩口體育館
- 北葵涌街市體育館(待城規會通過計劃，完工日期待定)
- 北葵涌鄧肇堅體育館

#### 游泳池
- 葵盛游泳池
- 北葵涌賽馬會游泳池
- 青衣游泳池
- 青衣西南游泳池

#### 公園
- 青衣公園
- 中葵涌公園
- 葵涌新區公園
- 青衣海濱公園
- 青衣東北公園
- 石蔭梨木道公園

#### 草地球場
- 葵涌運動場
- 青衣運動場
- 和宜合道運動場

#### 海濱公園
- 青衣海濱公園

### 公共衛生

#### 環境設施
- 青衣化學廢物處理中心
- 葵涌基本污水處理廠
- 青衣基本污水處理廠
- 葵涌空氣質素監測站
- 醉酒灣堆填區 (已關閉)
- 葵涌焚化爐 (已關閉)

#### 屠宰設施
- 荃灣屠房

#### 殯葬設施
- 荃灣華人永遠墳場
- 葵涌火葬場
- 葵涌公眾殮房
- 葵涌靈灰安置所
- 葵涌紀念花園

### 海事設施
- 藍巴勒海峽避風塘
- 藍巴勒海峽公眾貨物裝卸區

## 旅遊景點
青嶼幹線觀景台
青嶼幹線觀景台位於青衣島西部，可飽覽青嶼幹線及汀九橋的景色。

### 節日特色
每年中秋節，附近住戶一家大小都會到青衣海濱公園散步賞月、野餐和玩瑩光棒，此為青衣居民近二，三十年來自發創造的傳統。

## 經濟發展

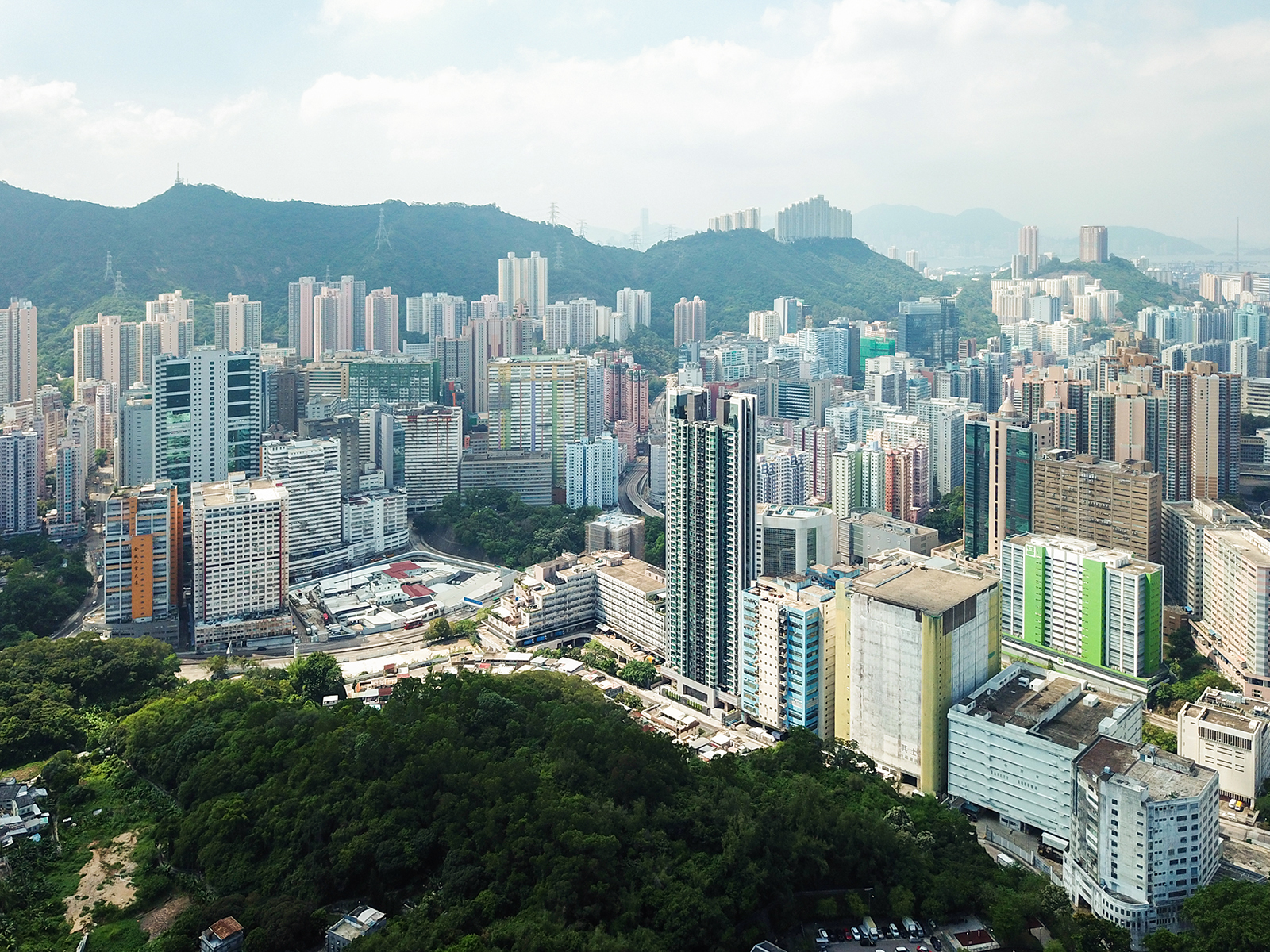
葵涌近石蔭一帶的工業大廈

位於下葵涌的葵芳為區內的商業中心，區內大型購物商場葵涌廣場及新都會廣場（同時為商業寫字樓）均先後在葵芳落成啟用。
工業區集中於葵涌的葵涌道、大連排道、和宜合道及青山公路一帶。由於這一帶交通發達，隨着香港工業式微北移，附近不少工業大廈被重建或改裝爲商貿大廈及辦公室，例如位處大連排道工業區、鄰接葵興站的九龍貿易中心。此外，禾塘咀街、葵喜街、葵福路一帶也有不少工業大廈及貨倉。
青衣島西部及南部設有工廠、船廠、油庫、燃氣發電站，以及香港化學廢物處理中心。
葵青貨櫃碼頭
葵青貨櫃碼頭是全世界第三大繁忙的貨櫃港口，於2003年共處理了超過1200萬個標準貨櫃單位。
於颱風或黑色暴雨警告侵襲香港時，貨櫃碼頭會停止運作，導致風暴後數天，附近的道路都會被眾多貨櫃車塞至水洩不通。

## 交通

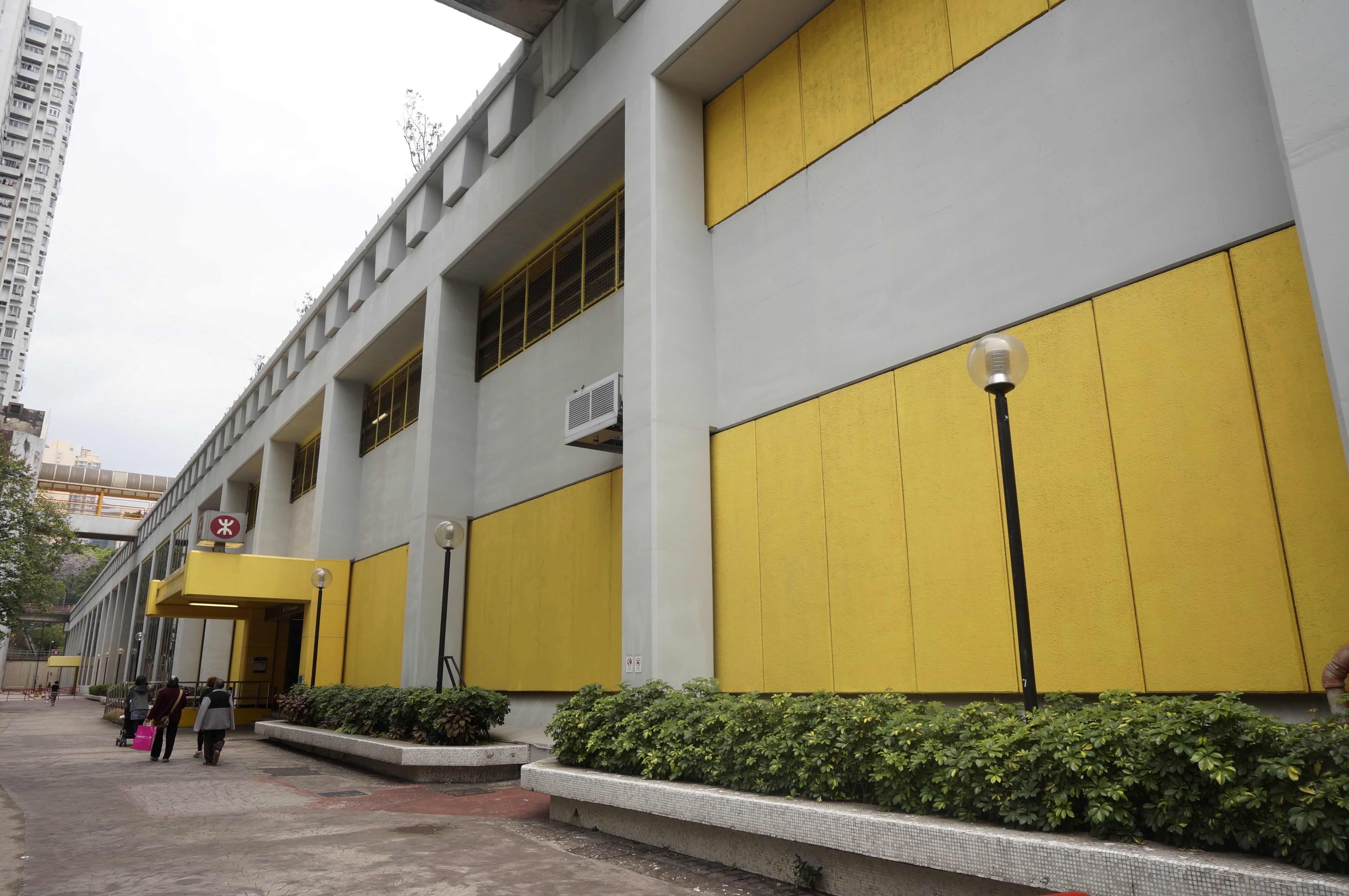
港鐵葵興站車站外觀

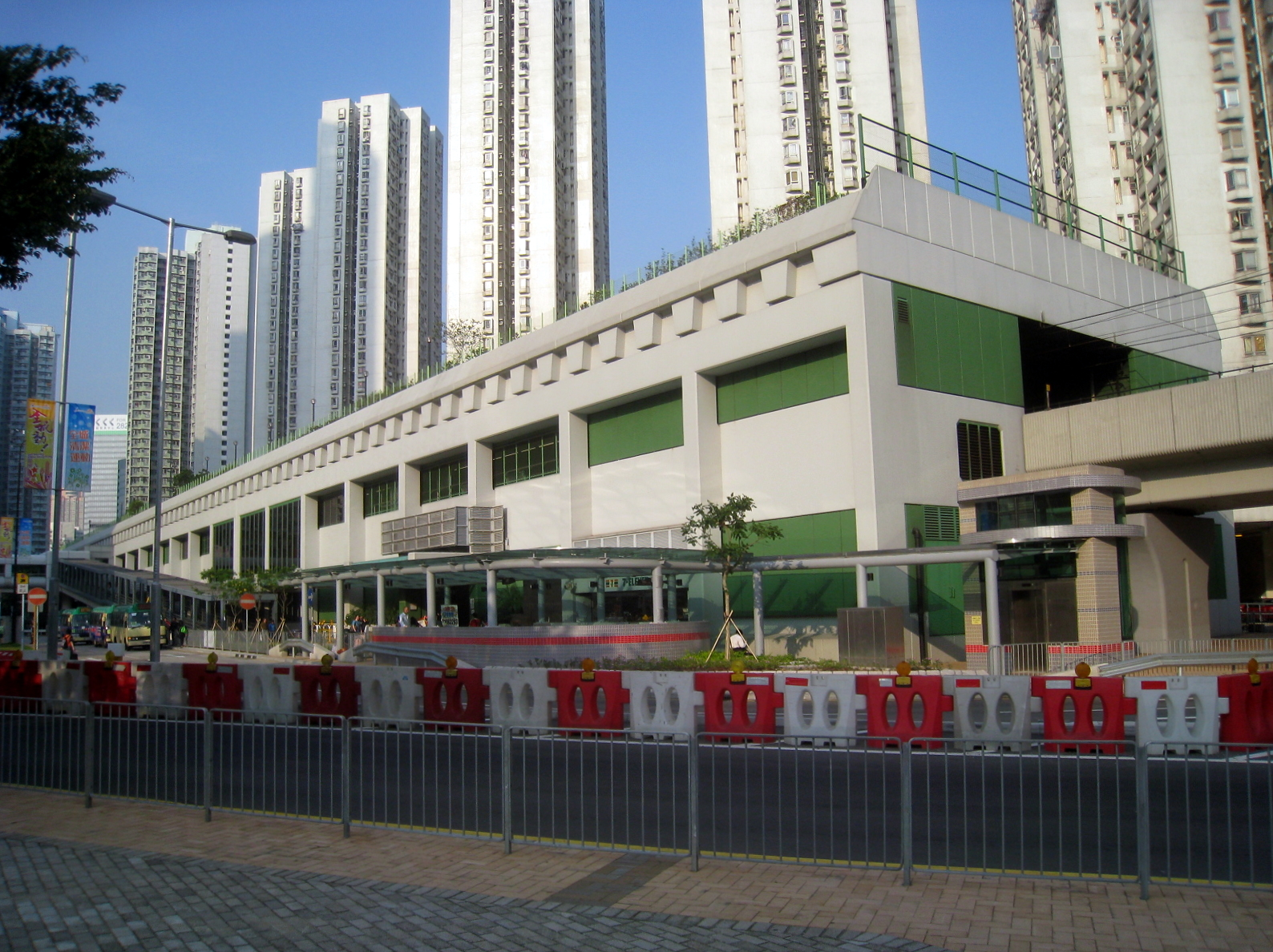
港鐵葵芳站車站外觀

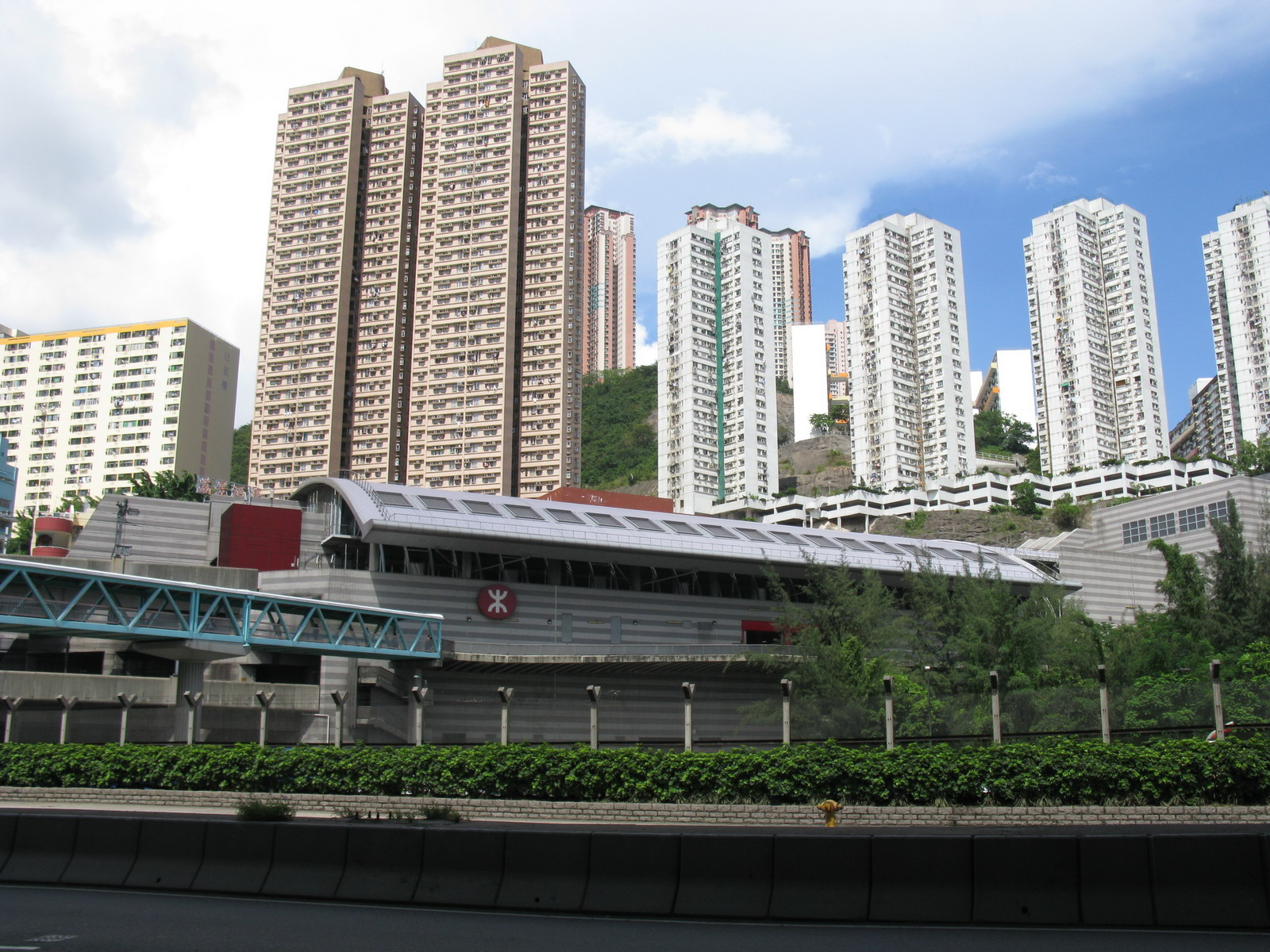
港鐵荔景站車站外觀

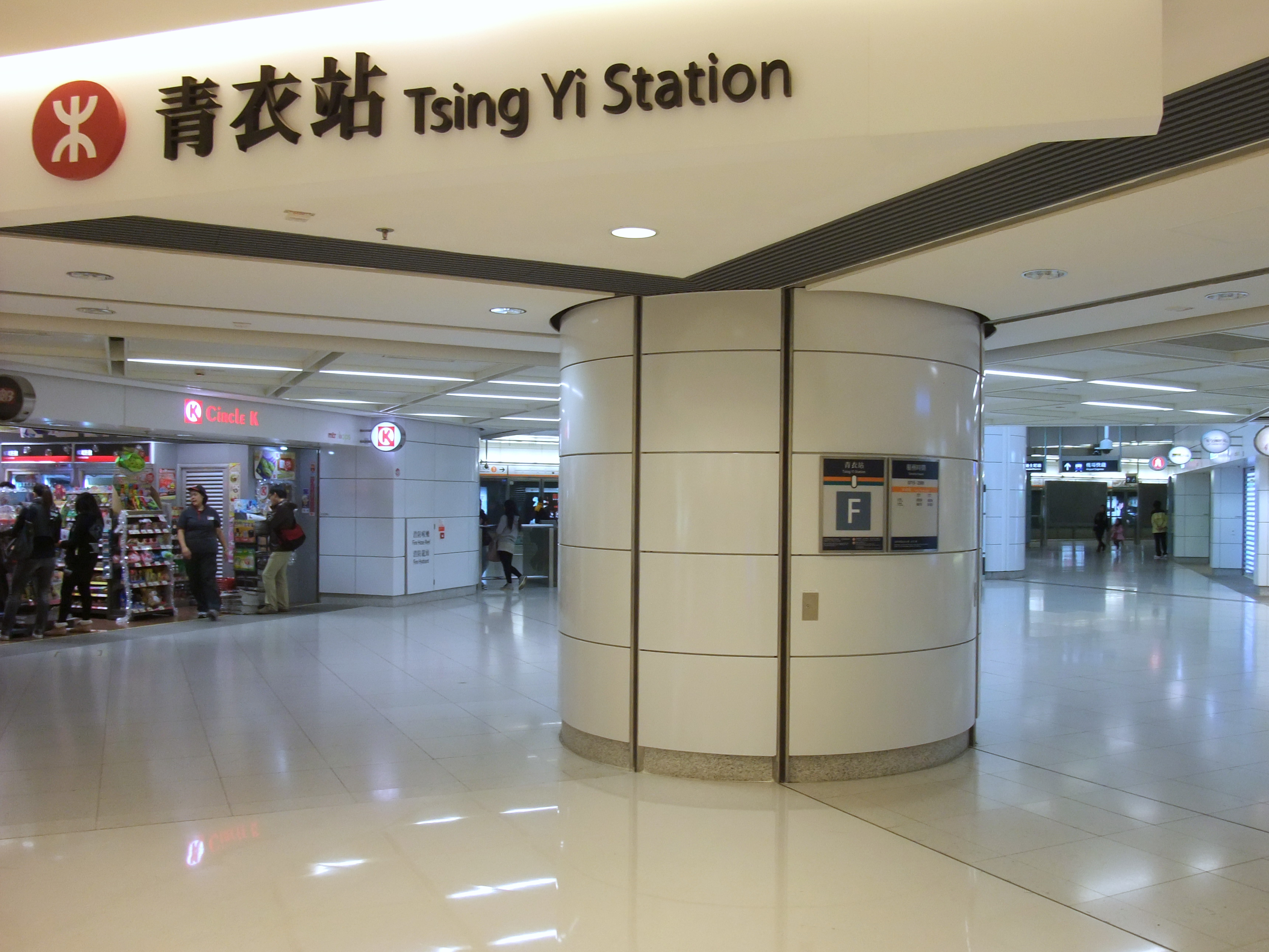
港鐵青衣站（U4層 F出口）

### 港鐵
- █  荃灣綫：葵興站、葵芳站、荔景站
- █  東涌綫：荔景站、青衣站
- █  機場快綫：青衣站

### 道路
幹線道路
- 3號幹線：青葵公路、長青隧道、長青公路、汀九橋
- 5號幹線：荃灣路、葵涌道
- 7號幹線：呈祥道
- 8號幹線：青馬大橋、長青公路、南灣隧道、昂船洲大橋
- 9號幹線：城門隧道

市區道路
- 青衣大橋
- 青荃橋
- 長青橋
- 葵青路
- 青衣大橋
- 青荃路
- 青荃橋
- 青山公路－葵涌段
- 青衣北岸公路

### 巴士
巴士
專線小巴
公共小巴
- 葵涌約有17條公共小巴路線。青衣島禁止紅色公共小巴駛入。

## 註腳
1. ↑  .   [2024-07-27]. （原始内容存档于2024-07-28）.
2. ↑  .   [2024-07-27]. （原始内容存档于2024-07-28）.
3. ↑  公共租住房屋申請簡介
4. ↑  .   [2024-08-10]. （原始内容存档于2024-09-14）.
5. ↑  .   [2024-07-27]. （原始内容存档于2024-07-28）.
6. ↑  .   [2024-07-27]. （原始内容存档于2019-06-25）.
7. ↑  .   [2008-06-13]. （原始内容存档于2011-12-28）.
8. ↑  青山公路-葵涌段鐘山臺一帶道路走向是沿山腰自西北向東南傾斜的。
9. ↑  〈九龍貿易中心— 九龍西商業新據點〉，2009年第二季，《新鴻基地產季刊》[]
10. ↑   (PDF). 香港歷史博物館 參考資料室. 2013年. （原始内容存档 (PDF)于2021）.
11. ↑  Cheung Kwan Ho.  (PDF). 2020  [2021-09-11]. （原始内容 (PDF)存档于2021-09-13）.
12. ↑  .   [2022-09-12]. （原始内容存档于2022-09-12）.
13. ↑  . 香港特別行政區 政府統計處 二零一一年人口普查辦事處.   [2014-04-19]. （原始内容存档于2021-03-23） （中文（香港））.

## 外部連結
22°21′18″N 114°05′02″E / 22.35500°N 114.08389°E
- 葵青區議會
- 葵青區分界圖 （页面存档备份，存于）
- 荃灣新市鎮
- 九巴6A路線-681巴士總站 （页面存档备份，存于）（參看盈暉臺一段）
- 綠在葵青的Facebook專頁